# Furgoneta grande (Sevel)
La furgoneta grande de Sevel es una camioneta estilo furgón producida por el fabricante ítalo-francés Sevel, desde el año 1981. Es una camioneta de carga de tamaño grande que fue desarrollada por esta empresa, la cual fue un joint-venture entre el fabricante italiano Fiat S.p.A y el francés Groupe PSA (ambas fusionadas hoy en Stellantis). Su plaza de producción fue la fábrica Sevel Val di Sangro, propiedad de la sociedad Sevel Sud y que fue administrada por Fiat. 
Esta camioneta se comercializó en tres generaciones, siendo la primera presentada en 1981, la segunda en 1994 y la tercera en 2006. En su primera generación, fue comercializada bajo las marcas Fiat y Alfa Romeo por parte de Fiat S.p.A., y Peugeot, Citroën y Talbot por parte de PSA. Las nomeclaturas utilizadas en cada caso fueron Fiat Ducato, Alfa Romeo AR6, Peugeot J5, Citroën C25 y Talbot Express, respectivamente. Al mismo tiempo, sobre la base de esta camioneta se desarrolló una versión especial sobre un chasis considerablemente más corto, que fue comercializada como  Fiat Talento y vendida exclusivamente en Italia.
Para la segunda generación, se redujo la variedad de marcas a solamente tres, siendo ofrecida bajo las nomenclaturas Fiat Ducato II, Peugeot Boxer y Citroën Jumper, aunque en este último caso era ofrecida como Citroën Relay en el mercado del  Reino Unido.
Por último, la tercera generación lanzada en 2006, mantuvo las nomenclaturas adoptadas en la segunda generación, aunque presentando variantes según los mercados, siendo ofrecida como Citroën Relay en el Reino Unido y como Peugeot Manager en México. Al mismo tiempo y tras la fusión con Chrysler Corporation por parte de Fiat y el posterior lanzamiento de la marca Ram Trucks en 2013, se comenzó a ofrecer en el mercado de América del Norte bajo la nomenclatura Ram ProMaster.

## Primera generación (1981-1993)
La primera generación estaba disponible con versiones de 1000, 1300, 1400 y 1800 kg de carga máxima con carrocerías furgoneta, plataforma alta, chasis con cabina simple y doble y minibús, la versión minibús del Fíat se la llamaba Ducato 10 Panorama. Otra versión de este utilitario, comercializado bajo la marca Fiat, fue vendido bajo el nombre de Fiat Talento, el cual no era otra cosa que una Ducato con un chasis de menor tamaño, con una distancia entre ejes más reducida. Tanto el nombre Ducato como Talento, obedecen a una tradición instaurada por Fiat de bautizar a sus utilitarios con nombres de monedas históricas, haciendo honor en el caso de la Ducato, al ducado, una moneda de oro antigua, acuñada en varios países de Europa y en diversas épocas, mientras que el Talento, hacía honor a la antigua moneda de origen babilónico mencionada en relatos bíblicos, de amplia difusión en la zona del Mar Mediterráneo y equivalente a un pie cúbico de agua, necesarios para rellenar un ánfora.
Para el Fiat, los motores montados transversalmente eran de gasolina de 1.8 litros con 69 CV de potencia máxima o un 2.0 litros de 75 o 84 CV, mientras que los diésel eran un 1.9 litros de 70 CV y un 2.5 litros de 74 o 95 CV, los dos primeros atmosféricos y el tercero con turbocompresor. La primera generación fue vendida por cinco marcas:  Fiat, Alfa Romeo, Citroën, Peugeot y Talbot. Esta última vendió el modelo con el nombre «Express» desde 1986 hasta 1992, siendo éste el último modelo de vehículo vendido por la marca británica.
El Alfa Romeo AR6 era la versión del Ducato vendido por Alfa Romeo sólo para el mercado italiano.
Desde su lanzamiento a principios de 1981, Fiat ha vendido más de 2.6 millones de unidades del Ducato.

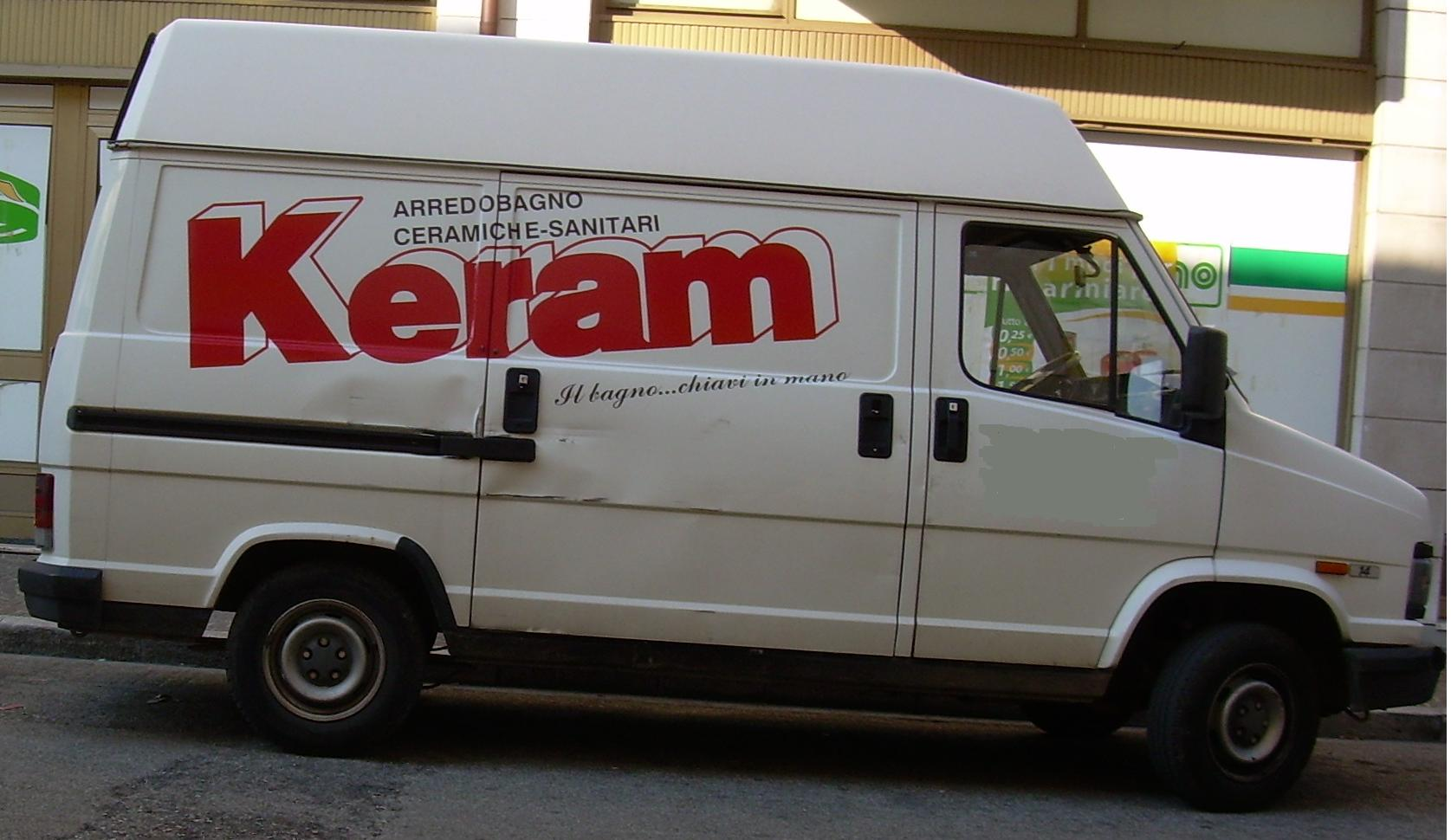
Fiat Ducato 1ª serie furgón
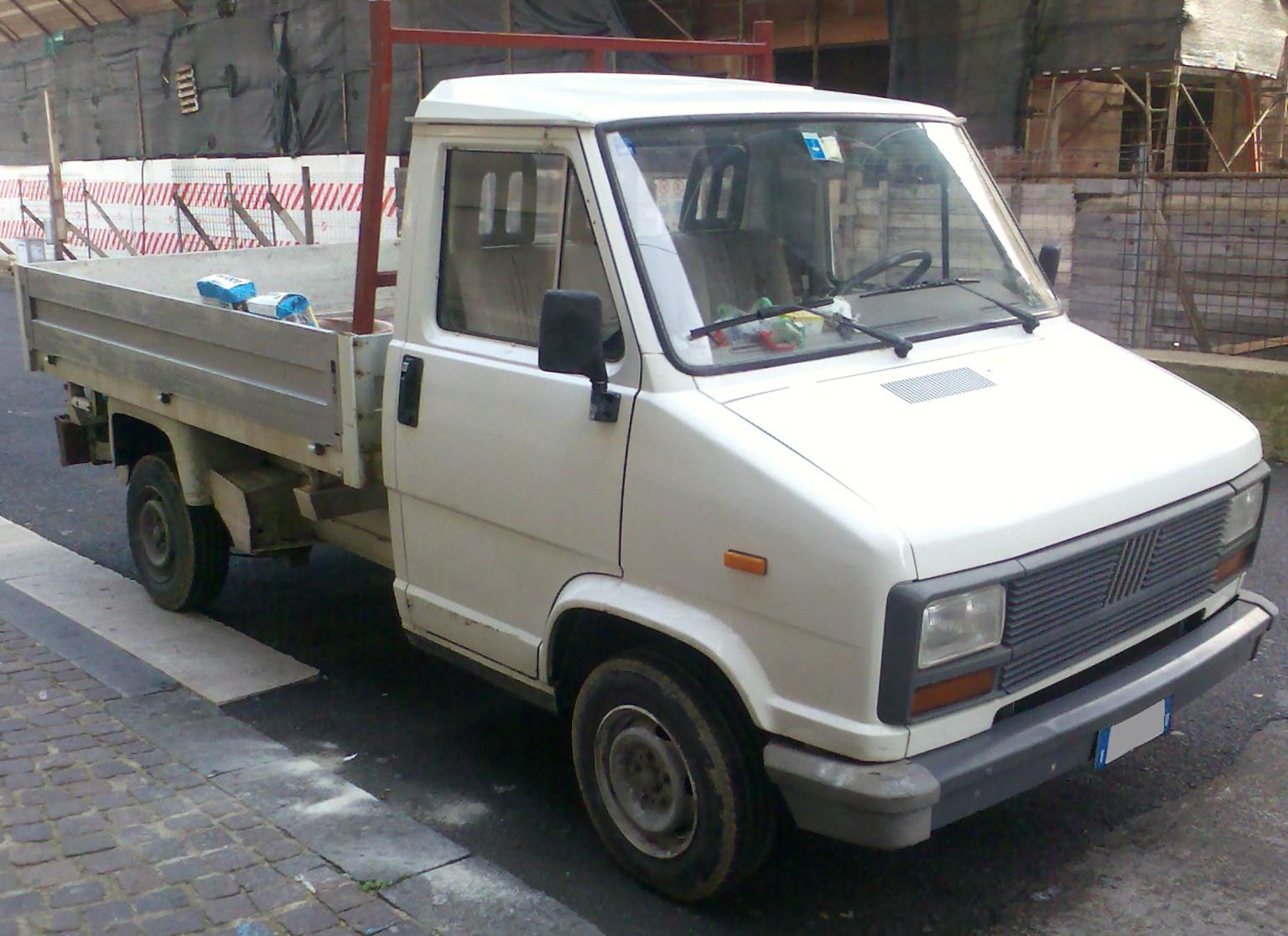
Fiat Ducato 1ª serie plataforma
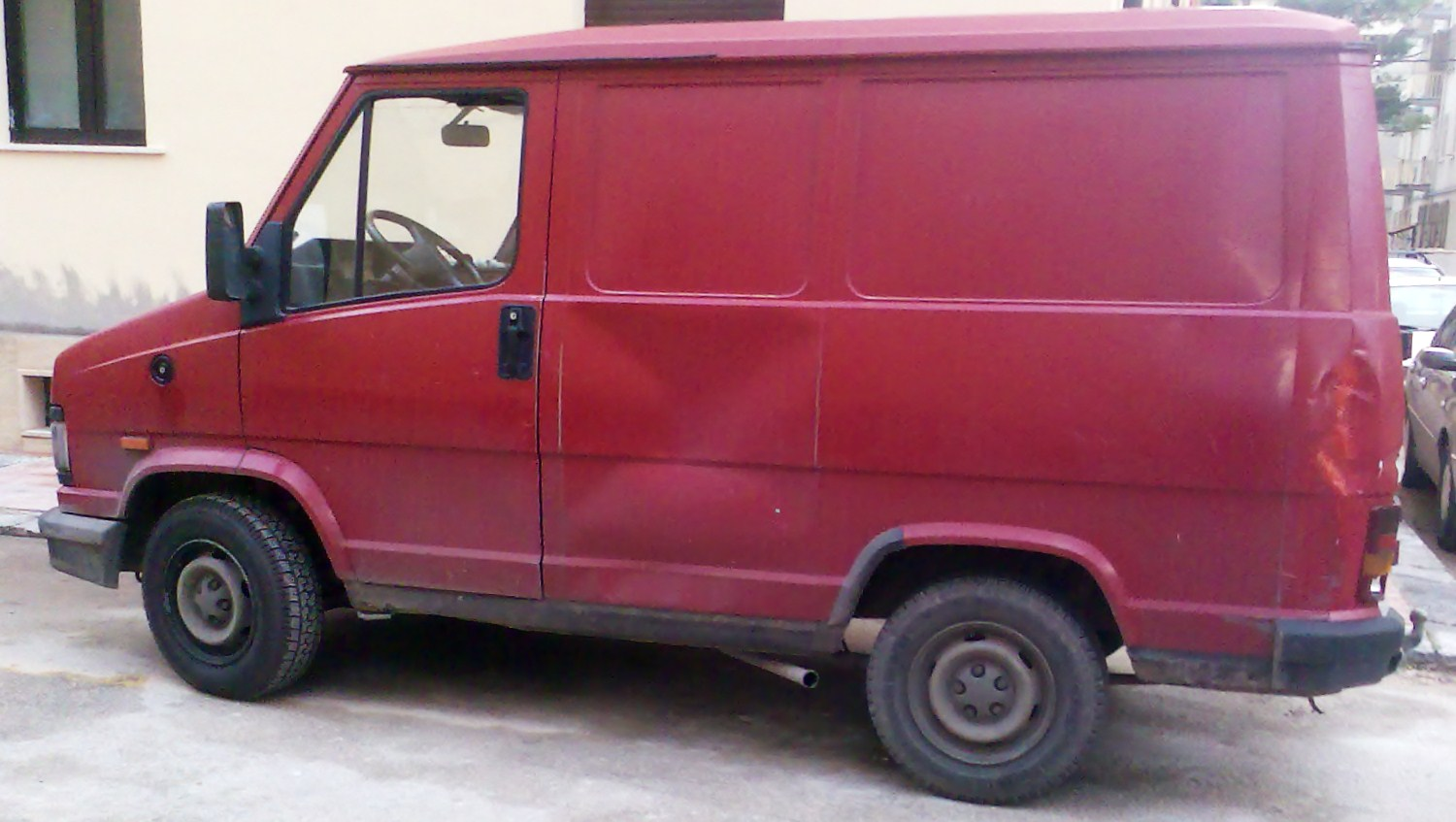
Fiat Talento I. Nótese su reducida distancia entre ejes, con relación a una Ducato.

### Citroën C25 y Peugeot J5
El Citroën C25 y Peugeot J5 fueron las versiones francesas de la furgoneta con una capacidad de 2,5 toneladas (de ahí el nombre C25 de Citroën) producidos a partir de octubre de 1981 hasta 1993. El C25 reemplazó a la anticuada furgoneta «corrugada» de la posguerra Citroën Tipo H de una tonelada. Los motores de gasolina son del Peugeot 504, mientras que el diésel es del Citroën CX. Ambas unidades están acopladas a una caja de cambios Citroën. El J5 reemplazó a la furgoneta Peugeot J7 de 1400 kg de carga útil. El Talbot Express era la versión del Peugeot vendido por Talbot para el mercado británico.
En febrero de 1982, la gama se amplió para incluir una camioneta y un minibús. En 1991, la serie 2 del C25 fue lanzada con una parrilla ampliada. En 1994, el C25 fue reemplazado por el Jumper y el J5 por el Peugeot Boxer.

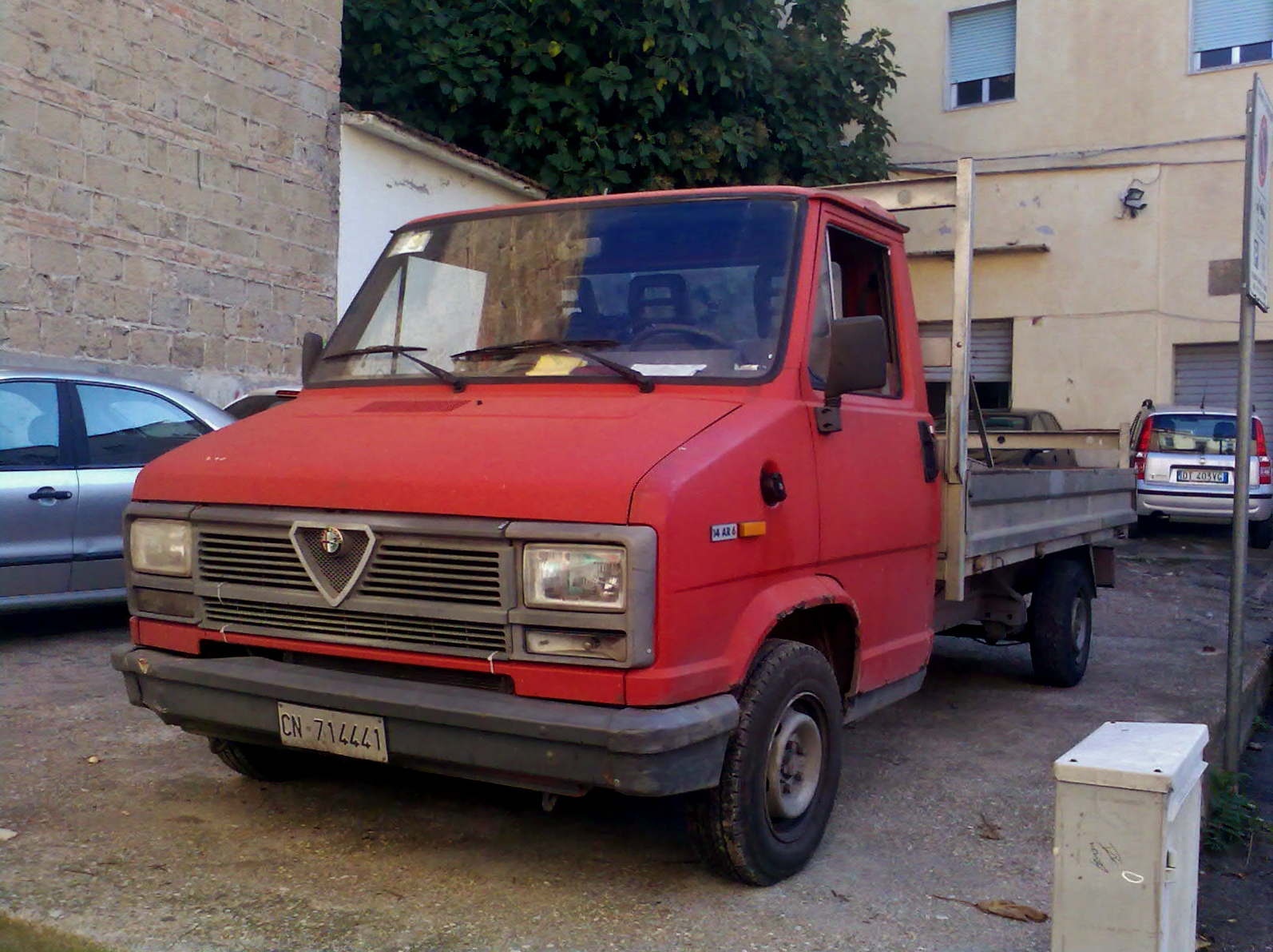
Alfa Romeo AR6, en versión chasis-cabina.
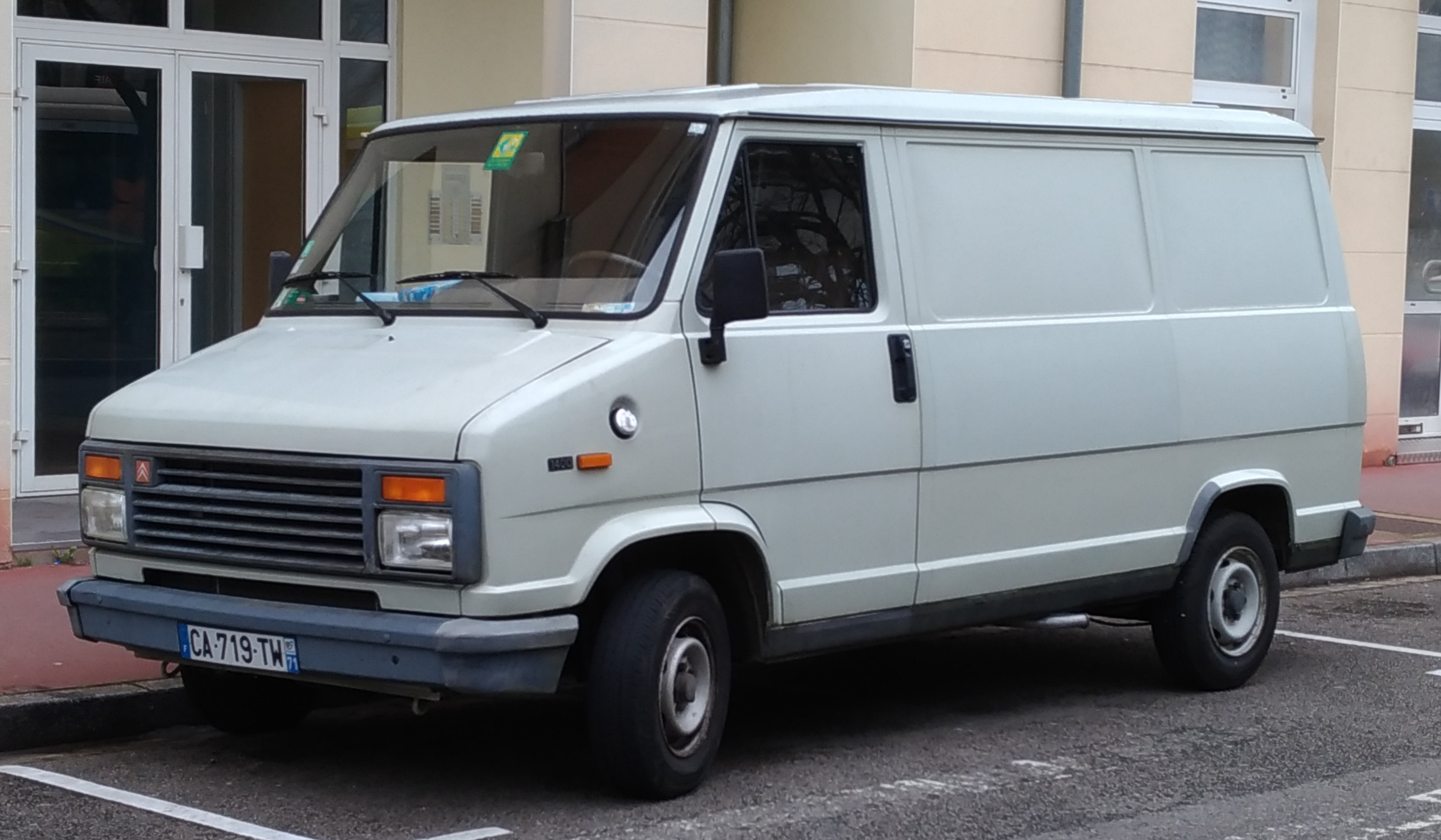
Citroën C25
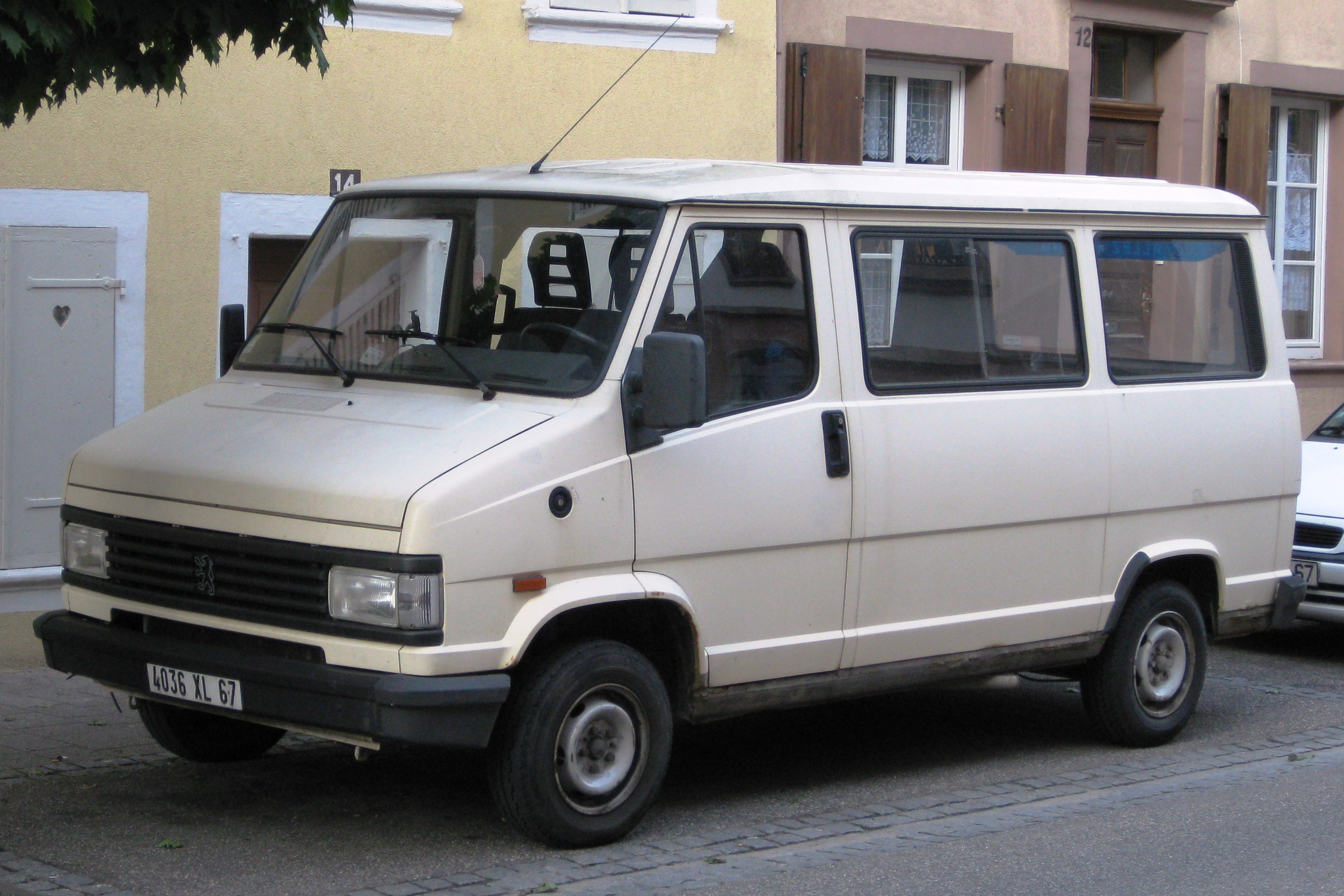
Peugeot J5
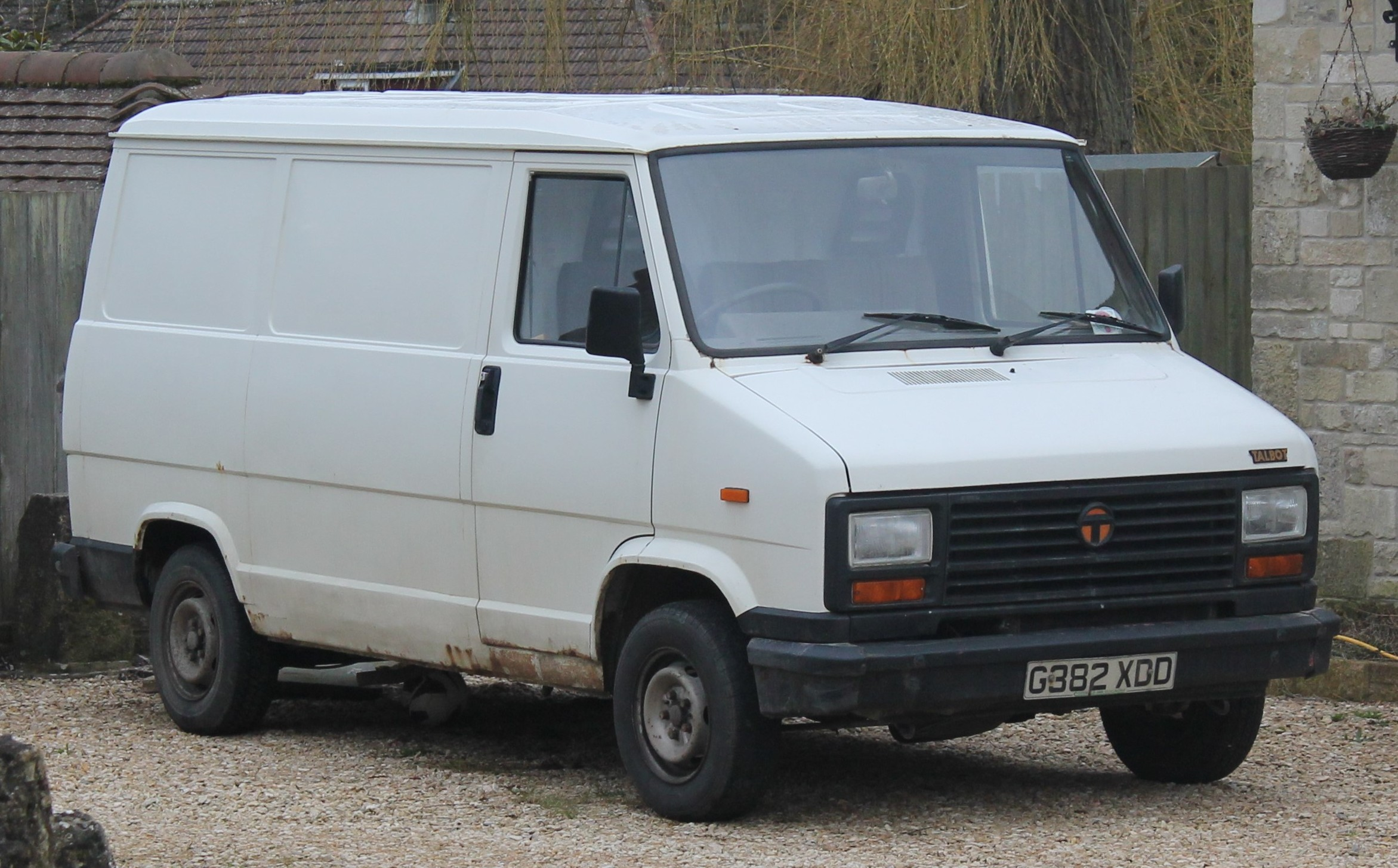
Talbot Express

### Motorizaciones
| Fabricante                     | PSA                                                                  | PSA                                                                  | PSA                                                                  | PSA                                                                  |
| Identificación del motor       | XM7T/169B                                                            | 170B                                                                 | 170C                                                                 | 170D                                                                 |
| Tipo de motor                  | L4 8v                                                                | L4 8v                                                                | L4 8v                                                                | L4 8v                                                                |
| Cilindrada                     | 1796 cm³                                                             | 1971 cm³                                                             | 1971 cm³                                                             | 1971 cm³                                                             |
| Potencia máxima: CV (kW) @ rpm | 69 CV (51 kW) @ 4800                                                 | 78 CV (57 kW) @ 5000                                                 | 86 CV (63 kW) @ 4750                                                 | 84 CV (62 kW) @ 4750                                                 |
| Par máximo: Nm @ rpm           | 136 Nm @ 2300                                                        | 152 Nm @ 2500                                                        | 160 Nm @ 2500                                                        | 160 Nm @ 2500                                                        |
| Usos                           | Alfa Romeo AR6, Citroën C25, Fiat Ducato, Peugeot J5, Talbot Express | Alfa Romeo AR6, Citroën C25, Fiat Ducato, Peugeot J5, Talbot Express | Alfa Romeo AR6, Citroën C25, Fiat Ducato, Peugeot J5, Talbot Express | Alfa Romeo AR6, Citroën C25, Fiat Ducato, Peugeot J5, Talbot Express |

| Motores diesel                 | Motores diesel                          | Motores diesel                          | Motores diesel                          | Motores diesel              | Motores diesel              | Motores diesel              | Motores diesel              | Motores diesel              | Motores diesel                  | Motores diesel                  | Motores diesel |
|                                | 1.9 D                                   | 2.5 D                                   | 2.5 TD                                  | 1.9 D                       | 1.9 TD                      | 2.5 D                       | 2.5 D                       | 2.5 D                       | 2.5 TD                          | 2.5 TD                          |                |
| ------------------------------ | --------------------------------------- | --------------------------------------- | --------------------------------------- | --------------------------- | --------------------------- | --------------------------- | --------------------------- | --------------------------- | ------------------------------- | ------------------------------- | -------------- |
| Fabricante                     | PSA                                     | PSA                                     | PSA                                     | FIAT                        | FIAT                        | FIAT-SOFIM                  | FIAT-SOFIM                  | FIAT-SOFIM                  | FIAT-SOFIM                      | FIAT-SOFIM                      |                |
| Identificación del motor       | XUD9 A (D9B)                            | CRD93L (661)                            | CRD93L-LS (673)                         | 149B1000                    | 280A1000                    | 8144.61                     | 8144.61                     | 8144.67                     | 8144.21                         | 8140.27                         |                |
| Tipo de motor                  | L4 8v                                   | L4 8v                                   | L4 8v, turbo, intercooler               | L4 8v                       | L4 8v, turbo, intercooler   | L4 8v                       | L4 8v                       | L4 8v                       | L4 8v, turbo, (sin intercooler) | L4 8v, turbo, (sin intercooler) |                |
| Cilindrada                     | 1905 cm³                                | 2500 cm³                                | 2500 cm³                                | 1929 cm³                    | 1929 cm³                    | 2445 cm³                    | 2449 cm³                    | 2500 cm³                    | 2445 cm³                        | 2500 cm³                        |                |
| Potencia máxima: CV (kW) @ rpm | 69 CV (51 kW) @ 4600                    | 73 CV (54 kW) @ 4250                    | 95 CV (70 kW) @ 3700                    | 69 CV (51 kW) @ 4600        | 82 CV (60 kW) @ 4100        | 72 CV (53 kW) @ 4200        | 75 CV (55 kW) @ 4200        | 75 CV (55 kW) @ 4200        | 92 CV (68 kW) @ 3800            | 95 CV (70 kW) @ 3800            |                |
| Par máximo: Nm @ rpm           | 120 Nm @ 2000                           | 149 Nm @ 2250                           | 210 Nm @ 2000                           | 120 Nm @ 2500               | 181 Nm @ 2500               | 147 Nm @ 2400               | 162 Nm @ 2200               | 162 Nm @ 2200               | 216 Nm @ 2200                   | 216 Nm @ 2000                   |                |
| Usos                           | Citroën C25, Peugeot J5, Talbot Express | Citroën C25, Peugeot J5, Talbot Express | Citroën C25, Peugeot J5, Talbot Express | Alfa Romeo AR6, Fiat Ducato | Alfa Romeo AR6, Fiat Ducato | Alfa Romeo AR6, Fiat Ducato | Alfa Romeo AR6, Fiat Ducato | Alfa Romeo AR6, Fiat Ducato | Alfa Romeo AR6, Fiat Ducato     | Alfa Romeo AR6, Fiat Ducato     |                |

## Segunda generación (1993-2006)
La segunda generación de Ducato llegó en 1993 y todavía la producía Sevel. Peugeot cambió el nombre de J5 a Boxer, mientras que Citroën cambió el nombre del C25 a Jumper (vendido como "Relay" en el Reino Unido e Irlanda). Una opción de motor era un diésel Fiat de 2,5 L, que fue reemplazado por un motor Iveco/Sofim de 2,8 L en 1998.
El Ducato para transportar mercancías tiene una carga útil de 12 m³ y está disponible con cuatro motores a elegir: 2.0 gasolina, 2.0 JTD, 2.3 JTD 16v o 2.8 JTD. Todos estos se ajustaban a la normativa Euro 3 y ofrecían gestión de mantenimiento programado. La gama incluía dos tipos de caja de cambios: una caja mecánica con una manual de cinco velocidades más marcha atrás y una transmisión automática de cuatro velocidades más marcha atrás.
La versión para pasajeros tiene una capacidad de carga de seis a nueve personas y viene con el motor JTD 16v de 2.3 litros, que nuevamente cumple con Euro 3 y entrega 110 CV.
La Ducato Combi es una mezcla entre las versioens para transportar mercancías y pasajeros, Es ideal para el transporte de personas y mercancías, y puede alojar hasta nueve ocupantes. Las designaciones de modelo fueron Ducato 10 (1 tonelada), Ducato 14 (1,4 toneladas) y Ducato Maxi 18 (1,8 toneladas).
En la segunda generación, el Fiat Ducato, Citroën Jumper I y Peugeot Boxer comparten sus carrocerías y motores y de hecho sale de la misma línea de producción en la fábrica Sevel en Italia. La segunda generación fue puesta a la venta en 1994, y reestilizada en 1999 y 2003. La nomenclatura pasó de ser la carga máxima al peso total. Hay tres distancias entre ejes y cuatro categorías de pesos de carga de 2,5, 2,9, 3,3 y 3,5 toneladas.
El furgón se puede especificar hasta 3,5 toneladas de peso bruto del vehículo, con distancias entre ejes corta, mediana y larga, así como los modelos de techo alto ofreciendo de 7,5 metros cúbicos a 12 metros cúbicos de espacio con cargas útiles que van desde 1055kg a 1645kg. Hay también versiones de plataforma alta con laterales abatibles y volquete y chasis con cabina simple y doble
La furgoneta fue actualizada en 2002 y esta versión se dejó de producir en el 2006.

### Fase I (1993-2002)

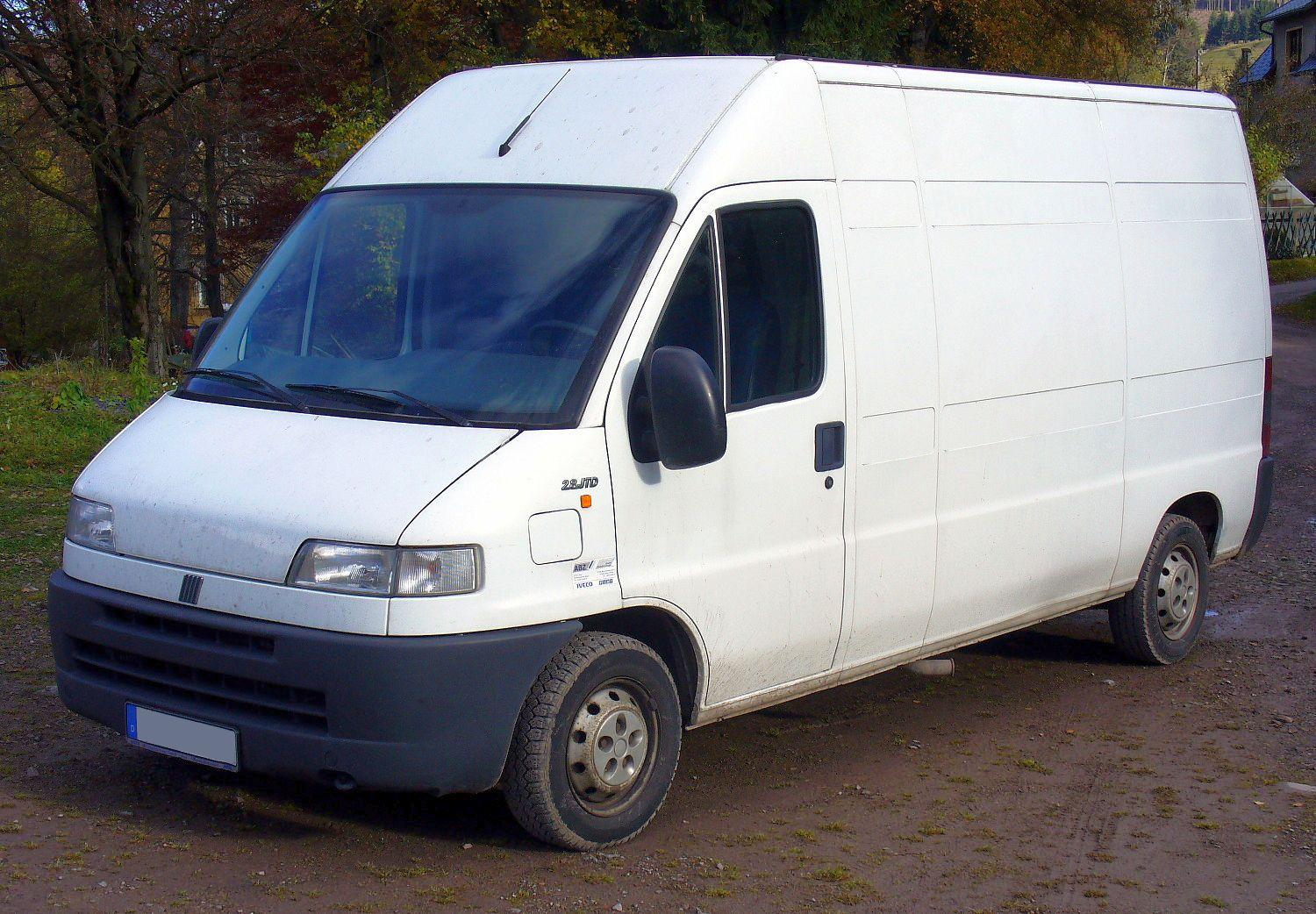
Fiat Ducato
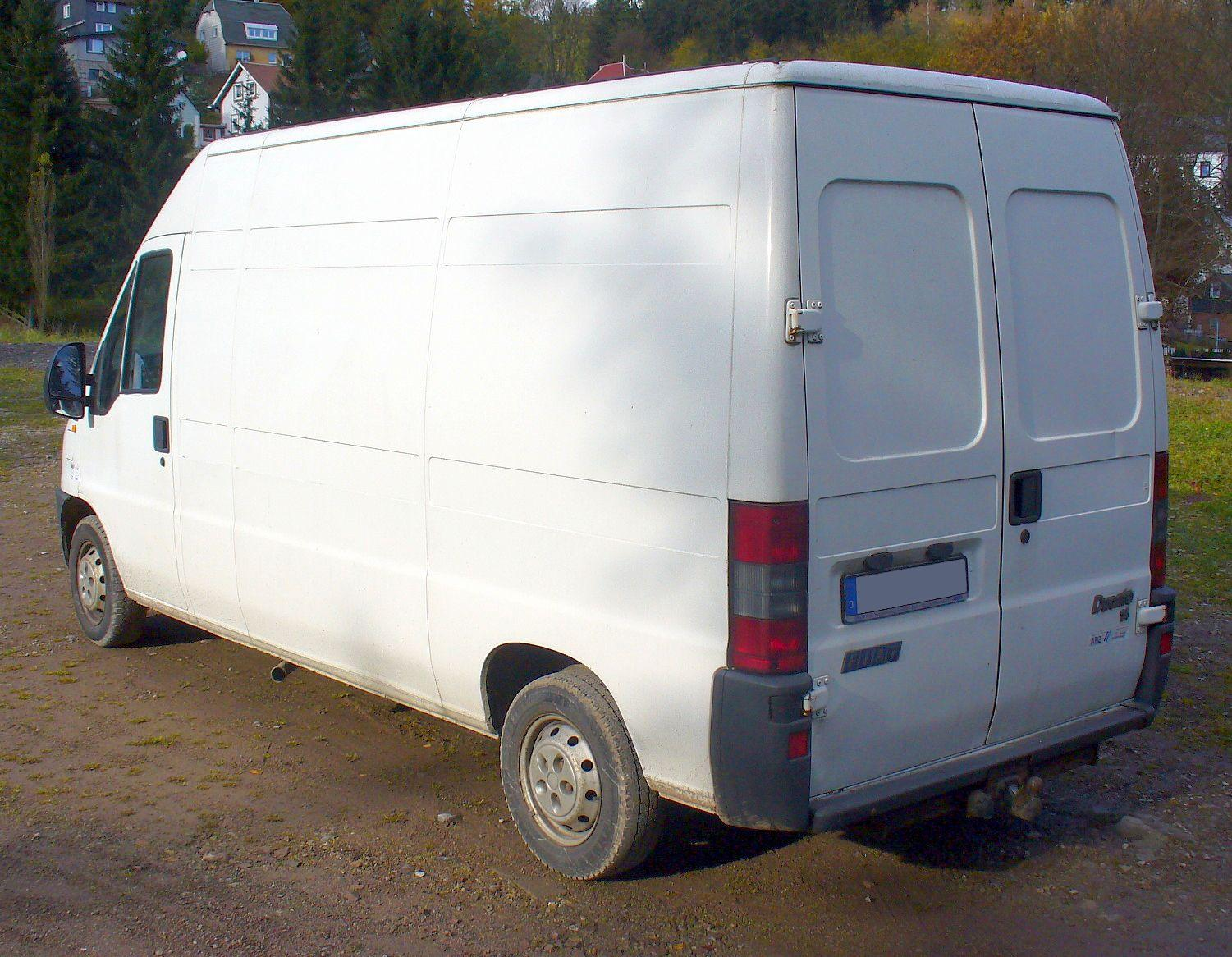
Fiat Ducato
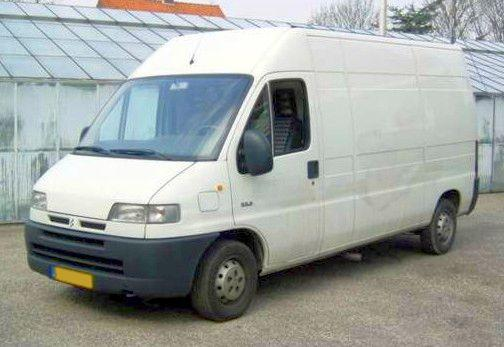
Citroën Jumper
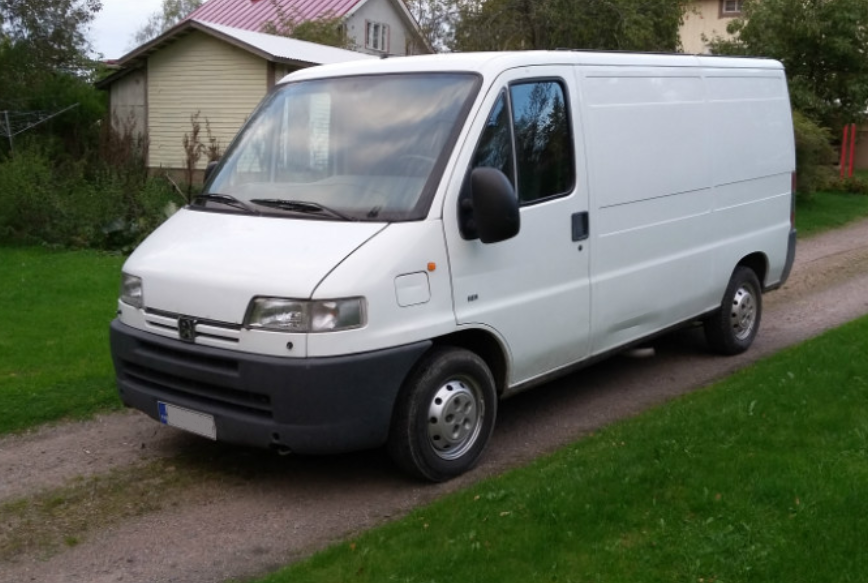
Peugeot Boxer

### Rediseño de 2002 (Fase II) (2002-2006)
The second series was restyled in February 2002, with the addition of rear and side bump mouldings and revised front grille. The engine range was: 2.0 JTD, 2.3 JTD 16v and 2.8 JTD, 2.5 diesel was dropped. Model designations were changed to reflect maximum gross weight: Ducato 29 (2.9 tons), Ducato 30 (3.0 tons), Ducato 33 (3.3 tons) and Ducato Maxi 35 (3.5 tons).

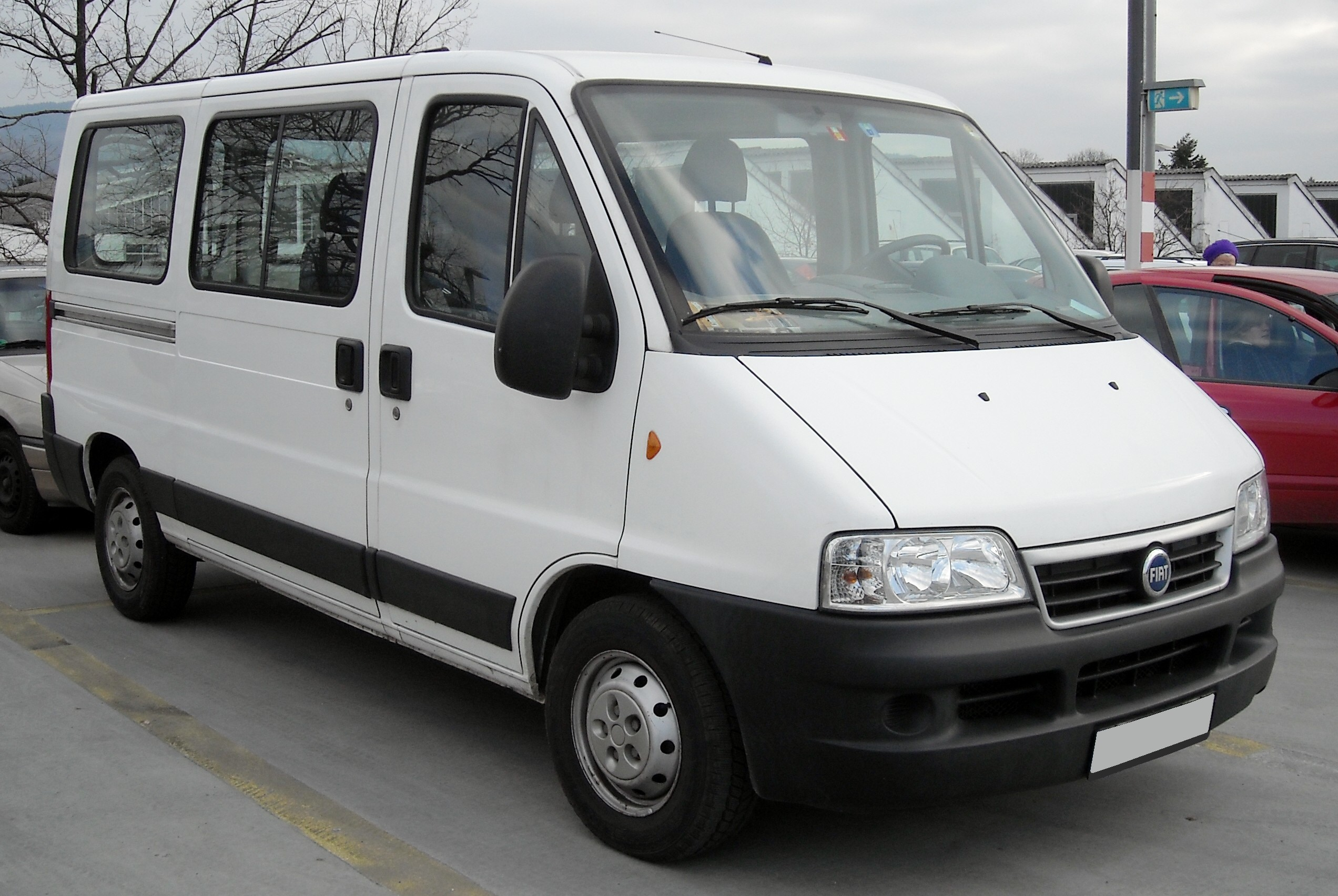
Fiat Ducato II rediseñada
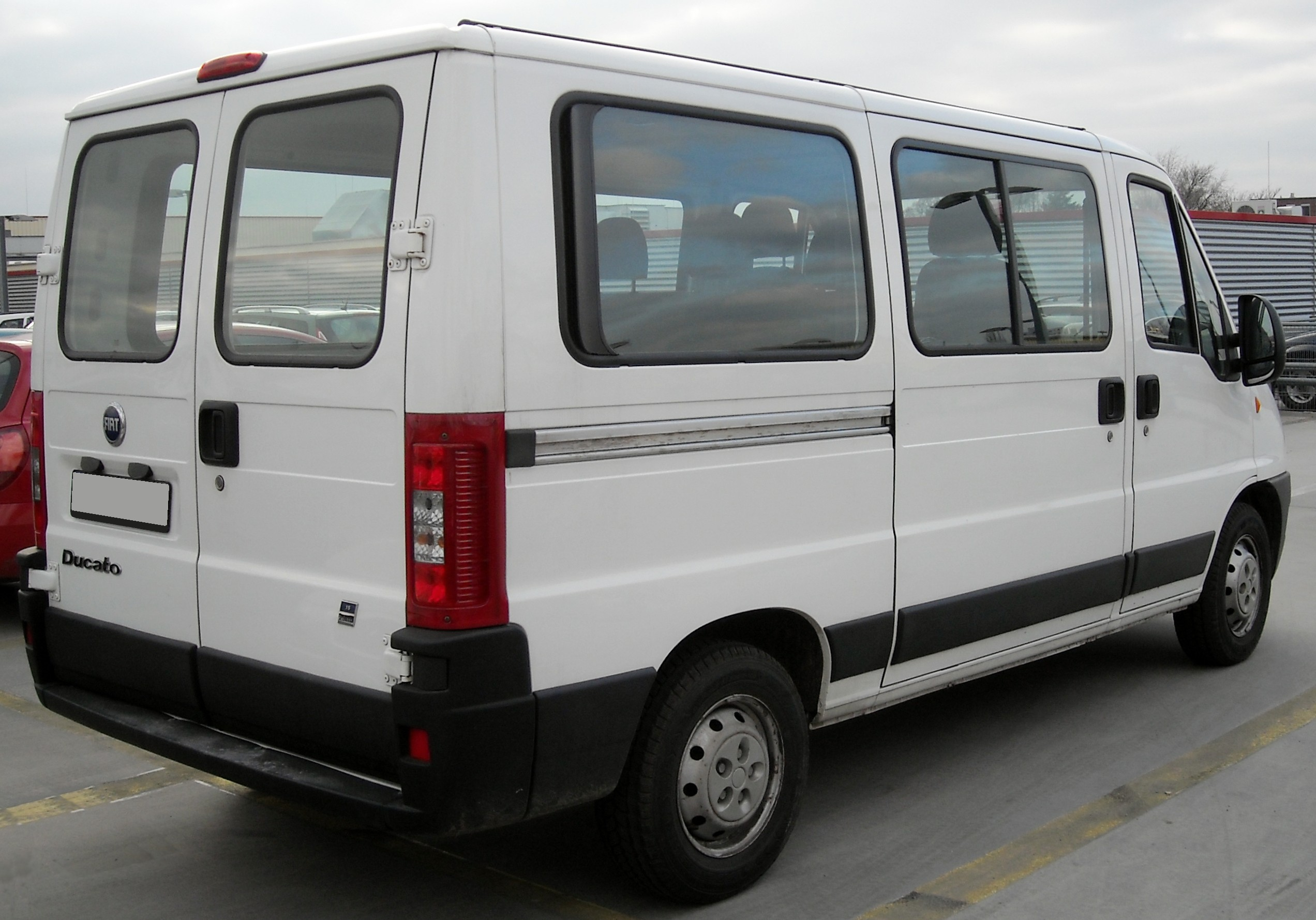
Fiat Ducato II rediseñada (vista trasera)
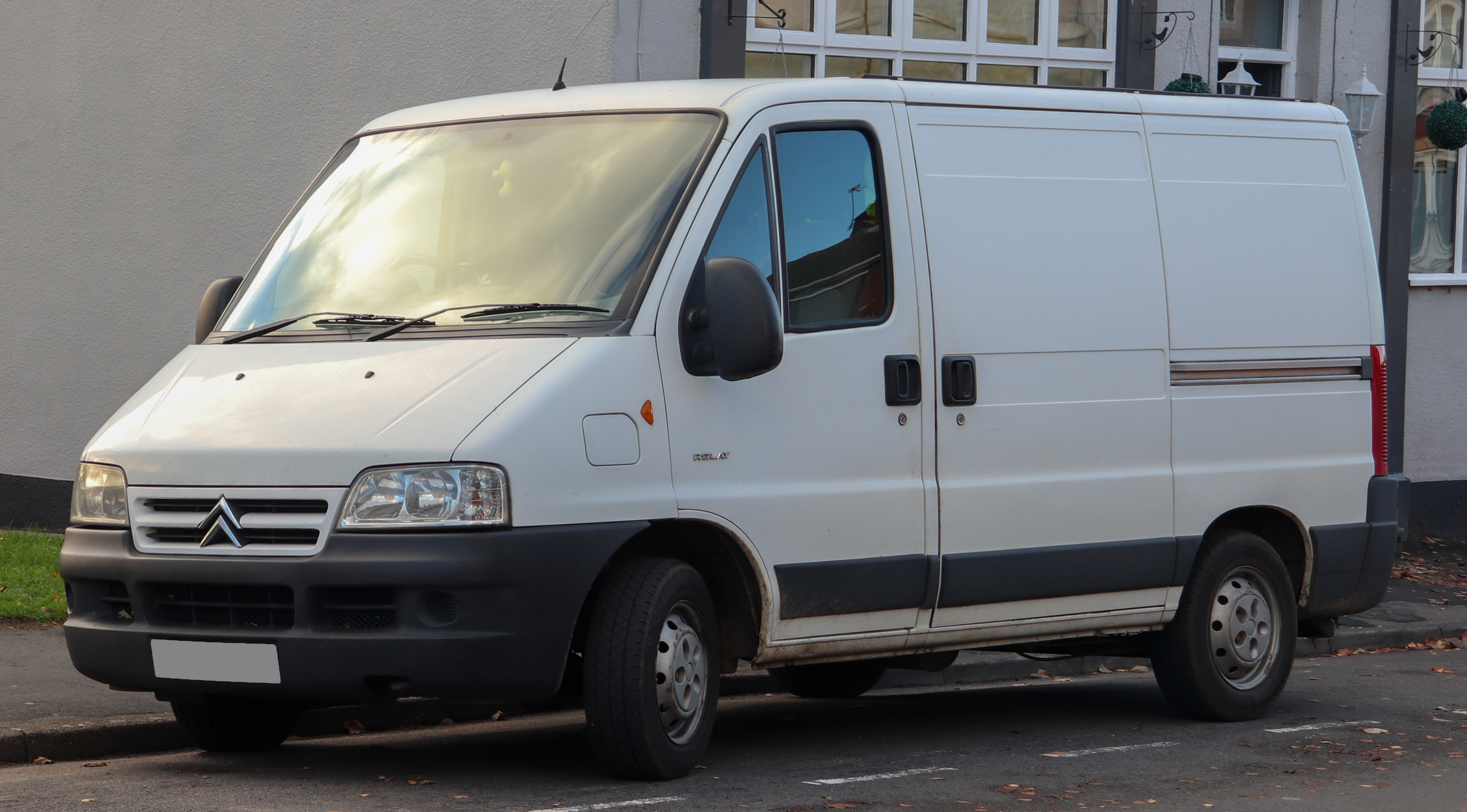
Rediseño de la segunda generación de Citroën Jumper (Relay en el Reino Unido)
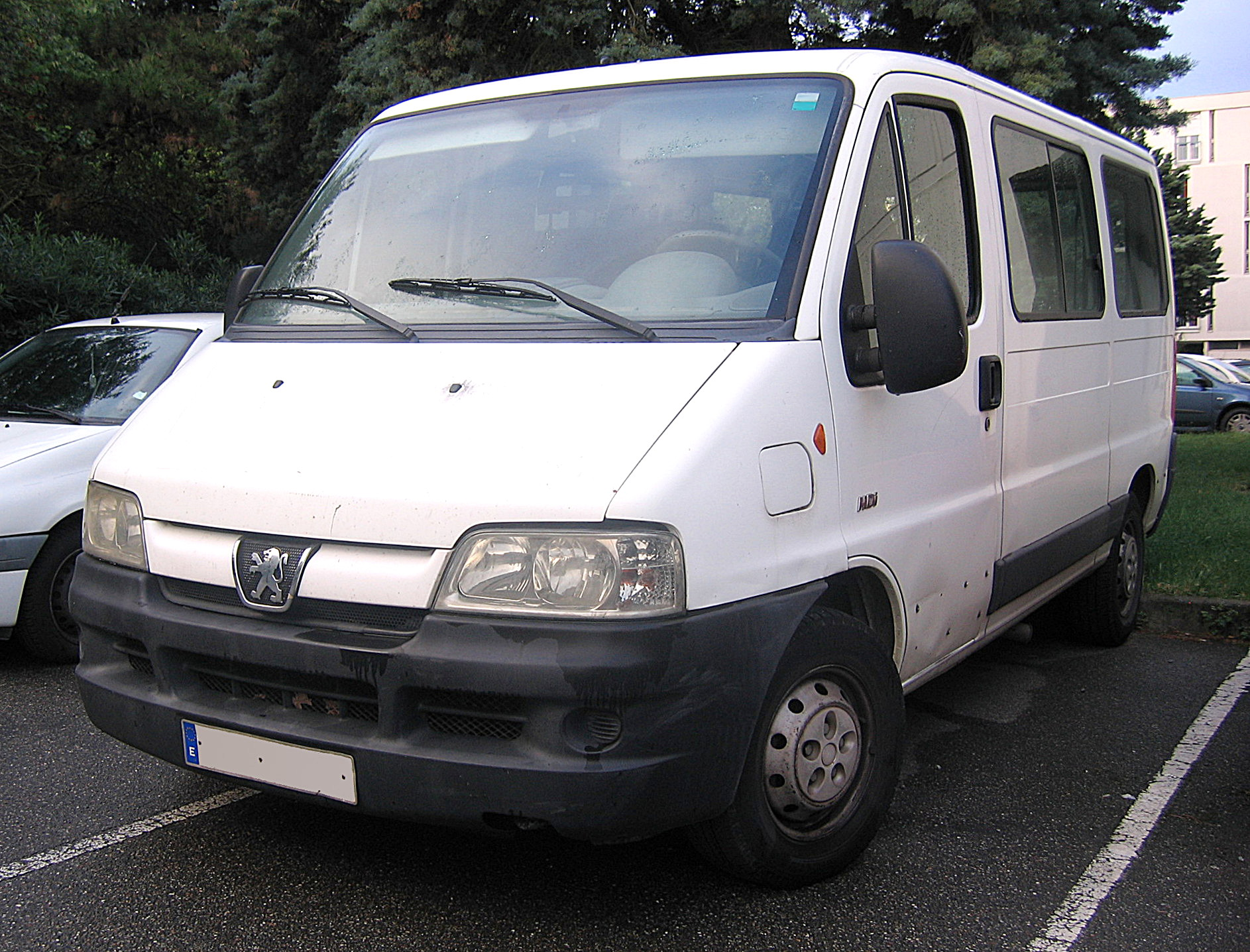
Rediseño de la segunda generación de Peugeot Boxer

El 15 de diciembre de 2005, se produjo el vehículo tres millones, lo que resultó en un aumento de la tasa de producción a nueve vehículos por día. Esta generación también se produce en la planta de Fiat Auto Polonia Tychy en completo derribo, en la planta de Iveco en Sete Lagoas (Brasil), en la planta de Karsan en Alkaçar, Turquía desde 2000, y desde 2006 en Elábuga, Rusia (Fiat-Sollers).
La Ducato, Jumper y Boxer se produjeron en Brasil hasta diciembre de 2016.

### Motorizaciones
El único motor gasolina era un 2.0 litros de 100 CV, que también existía con kits de gas natural comprimido y gas licuado del petróleo, que desarrollaban 110 CV.
Inicialmente, los diésel eran un 2.0 litros atmosférico de 81 CV (luego 85 CV), un 1.9 litros con turbocompresor de 82 o 90 CV, un 2.5 litros atmosférico de 100 CV o turbocomprimido de 115 CV, y un 2.8 litros atmosférico de 130 CV o con turbocompresor y 140 CV. El 2.5 litros de 115 CV tenía inyección directa, y el resto inyección indirecta.
Luego de la reestilización de 1999, se agregaron varios motores diésel con turbocompresor e inyección directa common-rail: un 2.0 litros de 100 CV, un 2.3 litros de 110 CV, y un 2.8 litros de 128 CV. En 2003, se agregaron un 2.0 litros de 84 CV, y un 2.8 litros de 127 o 146 CV.

#### Motores de PSA
| Periodo                        | 1994-2002             |                       |                       |                       |                       |                       |                       |                       |                       |                       |                       |                       |                       |                       |                       |
| Identificación del motor       | XU10 J2U (RFW)        |                       |                       |                       |                       |                       |                       |                       |                       |                       |                       |                       |                       |                       |                       |
| Tipo de motor                  | L4 16v                |                       |                       |                       |                       |                       |                       |                       |                       |                       |                       |                       |                       |                       |                       |
| Diámetro x carrera             | 86.0 mm × 86.0 mm     |                       |                       |                       |                       |                       |                       |                       |                       |                       |                       |                       |                       |                       |                       |
| Cilindrada                     | 1998 cm³              |                       |                       |                       |                       |                       |                       |                       |                       |                       |                       |                       |                       |                       |                       |
| Relación de compresión         | 9.5: 1                |                       |                       |                       |                       |                       |                       |                       |                       |                       |                       |                       |                       |                       |                       |
| Potencia máxima: CV (kW) @ rpm | 109 CV (80 kW) @ 5500 |                       |                       |                       |                       |                       |                       |                       |                       |                       |                       |                       |                       |                       |                       |
| Par máximo: Nm @ rpm           | 168 Nm @ 3400         |                       |                       |                       |                       |                       |                       |                       |                       |                       |                       |                       |                       |                       |                       |
| Tracción                       | Delantera             | Delantera             | Delantera             | Delantera             | Delantera             | Delantera             | Delantera             | Delantera             | Delantera             | Delantera             | Delantera             | Delantera             | Delantera             | Delantera             | Delantera             |
| Transmisión                    | Manual, 5 velocidades | Manual, 5 velocidades | Manual, 5 velocidades | Manual, 5 velocidades | Manual, 5 velocidades | Manual, 5 velocidades | Manual, 5 velocidades | Manual, 5 velocidades | Manual, 5 velocidades | Manual, 5 velocidades | Manual, 5 velocidades | Manual, 5 velocidades | Manual, 5 velocidades | Manual, 5 velocidades | Manual, 5 velocidades |
| Velocidad máxima               | 130-144 km/h          |                       |                       |                       |                       |                       |                       |                       |                       |                       |                       |                       |                       |                       |                       |

| Periodo                        | 1994-1999             | 1999-2000             | 1994-1999             | 1999-2002             | 2001-2002                                    | 1994-2002             | 1994-1998                  | 1998-2000                                    |                       |                       |                       |                       |                       |                       |                       |
| Identificación del motor       | XUD9 AU (D8C)         | XUD9 A (DJY)          | XUD9 TF (D8B)         | XUD9 TE (DHX)         | DW10 UTD (RHV)                               | DJ5 (T9A)             | DJ5 T (T8A)                | DJ5 TED (THX)                                |                       |                       |                       |                       |                       |                       |                       |
| Tipo de motor                  | L4 8v                 | L4 8v                 | L4 8v, turbo          | L4 8v, turbo          | L4 8v, inyección directa, common-rail, turbo | L4 12v                | L4 12v, turbo, intercooler | L4 8v, inyección directa, turbo, intercooler |                       |                       |                       |                       |                       |                       |                       |
| Diámetro x carrera             | 83.0 mm × 88.0 mm     | 83.0 mm × 88.0 mm     | 83.0 mm × 88.0 mm     | 83.0 mm × 88.0 mm     | 85.0 mm × 88.0 mm                            | 92.0 mm × 92.0 mm     | 92.0 mm × 92.0 mm          | 92.0 mm × 92.0 mm                            |                       |                       |                       |                       |                       |                       |                       |
| Cilindrada                     | 1905 cm³              | 1905 cm³              | 1905 cm³              | 1905 cm³              | 1997 cm³                                     | 2446 cm³              | 2446 cm³                   | 2446 cm³                                     |                       |                       |                       |                       |                       |                       |                       |
| Relación de compresión         | 23.0: 1               | 23.0: 1               | 21.8: 1               | 21.8: 1               | 17.6: 1                                      | 24.0: 1               | 23.0: 1                    | 20.0: 1                                      |                       |                       |                       |                       |                       |                       |                       |
| Potencia máxima: CV (kW) @ rpm | 69 CV (51 kW) @ 4600  | 68 CV (50 kW) @ 4600  | 92 CV (68 kW) @ 4000  | 90 CV (66 kW) @ 4000  | 84 CV (62 kW) @ 4000                         | 86 CV (63 kW) @ 4350  | 103 CV (76 kW) @ 4200      | 107 CV (79 kW) @ 4000                        |                       |                       |                       |                       |                       |                       |                       |
| Par máximo: Nm @ rpm           | 120 Nm @ 2000         | 120 Nm @ 2000         | 196 Nm @ 2250         | 196 Nm @ 2250         | 192 Nm @ 1900                                | 153 Nm @ 2250         | 230 Nm @ 2200              | 235 Nm @ 2250                                |                       |                       |                       |                       |                       |                       |                       |
| Tracción                       | Delantera             | Delantera             | Delantera             | Delantera             | Delantera                                    | Delantera             | Delantera                  | Delantera                                    | Delantera             | Delantera             | Delantera             | Delantera             | Delantera             | Delantera             | Delantera             |
| Transmisión                    | Manual, 5 velocidades | Manual, 5 velocidades | Manual, 5 velocidades | Manual, 5 velocidades | Manual, 5 velocidades                        | Manual, 5 velocidades | Manual, 5 velocidades      | Manual, 5 velocidades                        | Manual, 5 velocidades | Manual, 5 velocidades | Manual, 5 velocidades | Manual, 5 velocidades | Manual, 5 velocidades | Manual, 5 velocidades | Manual, 5 velocidades |
| Velocidad máxima               | 120-123 km/h          | 120-123 km/h          | 130-136 km/h          | 130-136 km/h          | 128-136 km/h                                 | 121-130 km/h          | 135-140 km/h               | 147-152 km/h                                 |                       |                       |                       |                       |                       |                       |                       |

#### Motores de FIAT
| Periodo                        | 1994-1999             | 1994-2002             | 1994-2002                 |                       |                       |                       |                       |                       |                       |                       |                       |                       |                       |                       |                       |
| Identificación del motor       | 230A2000              | 230A3000              | 230A4000                  |                       |                       |                       |                       |                       |                       |                       |                       |                       |                       |                       |                       |
| Tipo de motor                  | L4 8v                 | L4 8v, turbo          | L4 8v, turbo, catalizador |                       |                       |                       |                       |                       |                       |                       |                       |                       |                       |                       |                       |
| Diámetro x carrera             | 82.6 mm × 90.0 mm     | 82.6 mm × 90.0 mm     | 82.6 mm × 90.0 mm         |                       |                       |                       |                       |                       |                       |                       |                       |                       |                       |                       |                       |
| Cilindrada                     | 1929 cm³              | 1929 cm³              | 1929 cm³                  |                       |                       |                       |                       |                       |                       |                       |                       |                       |                       |                       |                       |
| Relación de compresión         | 21.0: 1               | 19.2: 1               | 19.2: 1                   |                       |                       |                       |                       |                       |                       |                       |                       |                       |                       |                       |                       |
| Potencia máxima: CV (kW) @ rpm | 69 CV (51 kW) @ 4600  | 82 CV (60 kW) @ 4200  | 80 CV (59 kW) @ 4200      |                       |                       |                       |                       |                       |                       |                       |                       |                       |                       |                       |                       |
| Par máximo: Nm @ rpm           | 120 Nm @ 2500         | 180 Nm @ 2500         | 175 Nm @ 2500             |                       |                       |                       |                       |                       |                       |                       |                       |                       |                       |                       |                       |
| Tracción                       | Delantera             | Delantera             | Delantera                 | Delantera             | Delantera             | Delantera             | Delantera             | Delantera             | Delantera             | Delantera             | Delantera             | Delantera             | Delantera             | Delantera             | Delantera             |
| Transmisión                    | Manual, 5 velocidades | Manual, 5 velocidades | Manual, 5 velocidades     | Manual, 5 velocidades | Manual, 5 velocidades | Manual, 5 velocidades | Manual, 5 velocidades | Manual, 5 velocidades | Manual, 5 velocidades | Manual, 5 velocidades | Manual, 5 velocidades | Manual, 5 velocidades | Manual, 5 velocidades | Manual, 5 velocidades | Manual, 5 velocidades |
| Velocidad máxima               | 120-123 km/h          | 127-130 km/h          | 127-130 km/h              |                       |                       |                       |                       |                       |                       |                       |                       |                       |                       |                       |                       |

#### Motores de FIAT-SOFIM
| Periodo                        | 1993-1998             | 1993-1998                                    | 1993-1998                                                 | 1998-2002             | 1998-2000                                    | 2000-2002                                                 |                       |                       |                       |                       |                       |                       |                       |                       |                       |
| Identificación del motor       | 8140.67               | 8140.47                                      | 8140.47R                                                  | 8140.63               | 8140.43                                      | 8140.43S                                                  |                       |                       |                       |                       |                       |                       |                       |                       |                       |
| Tipo de motor                  | L4 8v                 | L4 8v, inyección directa, turbo, intercooler | L4 8v, inyección directa, turbo, intercooler, catalizador | L4 8v                 | L4 8v, inyección directa, turbo, intercooler | L4 8v, inyección directa, common-rail, turbo, intercooler |                       |                       |                       |                       |                       |                       |                       |                       |                       |
| Diámetro x carrera             | 93.0 mm × 92.0 mm     | 93.0 mm × 92.0 mm                            | 93.0 mm × 92.0 mm                                         | 94.4 mm × 100.0 mm    | 94.4 mm × 100.0 mm                           | 94.4 mm × 100.0 mm                                        |                       |                       |                       |                       |                       |                       |                       |                       |                       |
| Cilindrada                     | 2500 cm³              | 2500 cm³                                     | 2500 cm³                                                  | 2800 cm³              | 2800 cm³                                     | 2800 cm³                                                  |                       |                       |                       |                       |                       |                       |                       |                       |                       |
| Relación de compresión         | 22.0: 1               | 19.0: 1                                      | 19.0: 1                                                   | 21.7: 1               | 19.0: 1                                      | 18.0: 1                                                   |                       |                       |                       |                       |                       |                       |                       |                       |                       |
| Potencia máxima: CV (kW) @ rpm | 84 CV (62 kW) @ 4200  | 115 CV (85 kW) @ 3800                        | 109 CV (80 kW) @ 3800                                     | 87 CV (64 kW) @ 3800  | 122 CV (90 kW) @ 3600                        | 128 CV (94 kW) @ 3600                                     |                       |                       |                       |                       |                       |                       |                       |                       |                       |
| Par máximo: Nm @ rpm           | 164 Nm @ 2400         | 245 Nm @ 2000                                | 256 Nm @ 2200                                             | 180 Nm @ 2000         | 285 Nm @ 1800                                | 300 Nm @ 1800                                             |                       |                       |                       |                       |                       |                       |                       |                       |                       |
| Tracción                       | Delantera             | Delantera                                    | Delantera                                                 | Delantera             | Delantera                                    | Delantera                                                 | Delantera             | Delantera             | Delantera             | Delantera             | Delantera             | Delantera             | Delantera             | Delantera             | Delantera             |
| Transmisión                    | Manual, 5 velocidades | Manual, 5 velocidades                        | Manual, 5 velocidades                                     | Manual, 5 velocidades | Manual, 5 velocidades                        | Manual, 5 velocidades                                     | Manual, 5 velocidades | Manual, 5 velocidades | Manual, 5 velocidades | Manual, 5 velocidades | Manual, 5 velocidades | Manual, 5 velocidades | Manual, 5 velocidades | Manual, 5 velocidades | Manual, 5 velocidades |
| Velocidad máxima               | 120-126 km/h          | 135-145 km/h                                 | 135-145 km/h                                              | 125-136 km/h          | 146-152 km/h                                 | 146-152 km/h                                              |                       |                       |                       |                       |                       |                       |                       |                       |                       |

#### Motorizaciones (Fase II)
| Periodo                        | 2002-2006                                  | 2002-2006                                    | 2002-2006                                                 | 2002-2006                                                  | 2002-2006                                                 | 2004-2006                                                 |           |           |           |           |           |           |           |           |           |
| Fabricante                     | PSA                                        | PSA                                          | PSA                                                       | FIAT-SOFIM                                                 | FIAT-SOFIM                                                | FIAT-SOFIM                                                |           |           |           |           |           |           |           |           |           |
| Identificación del motor       | XU10 J2U (RFL)                             | DW10 UTD (RHV)                               | DW12 UTED (4HY)                                           | F1AE0481C                                                  | 8140.43S                                                  | 8140.43N                                                  |           |           |           |           |           |           |           |           |           |
| Tipo de motor                  | L4 8v                                      | L4 8v, inyección directa, common-rail, turbo | L4 8v, inyección directa, common-rail, turbo, intercooler | L4 16v, inyección directa, common-rail, turbo, intercooler | L4 8v, inyección directa, common-rail, turbo, intercooler | L4 8v, inyección directa, common-rail, turbo, intercooler |           |           |           |           |           |           |           |           |           |
| Diámetro x carrera             | 86.0 mm × 86.0 mm                          | 85.0 mm × 88.0 mm                            | 85.0 mm × 96.0 mm                                         | 88.0 mm × 94.0 mm                                          | 94.0 mm × 100.0 mm                                        | 94.0 mm × 100.0 mm                                        |           |           |           |           |           |           |           |           |           |
| Cilindrada                     | 1998 cm³                                   | 1997 cm³                                     | 2179 cm³                                                  | 2286 cm³                                                   | 2800 cm³                                                  | 2800 cm³                                                  |           |           |           |           |           |           |           |           |           |
| Relación de compresión         | 9.2: 1                                     | 17.6: 1                                      | 18.0: 1                                                   | 19.0: 1                                                    | 18.0: 1                                                   | 18.0: 1                                                   |           |           |           |           |           |           |           |           |           |
| Potencia máxima: CV (kW) @ rpm | 110 CV (81 kW) @ 5700                      | 84 CV (62 kW) @ 4000                         | 100 CV (74 kW) @ 4000                                     | 110 CV (81 kW) @ 3600                                      | 128 CV (94 kW) @ 3600                                     | 146 CV (107 kW) @ 3600                                    |           |           |           |           |           |           |           |           |           |
| Par máximo: Nm @ rpm           | 168 Nm @ 3700                              | 192 Nm @ 1900                                | 240 Nm @ 1900                                             | 270 Nm @ 1800                                              | 300 Nm @ 1800                                             | 310 Nm @ 1500                                             |           |           |           |           |           |           |           |           |           |
| Tracción                       | Delantera                                  | Delantera                                    | Delantera                                                 | Delantera                                                  | Delantera                                                 | Delantera                                                 | Delantera | Delantera | Delantera | Delantera | Delantera | Delantera | Delantera | Delantera | Delantera |
| Transmisión                    | Manual, 5 velocidades                      | Manual, 5 velocidades                        | Manual, 5 velocidades                                     | Manual, 5 velocidades                                      | Manual, 5 velocidades / Automática, 4 velocidades         | Manual, 5 velocidades                                     |           |           |           |           |           |           |           |           |           |
| Velocidad máxima               | 128-144 km/h                               | 128-136 km/h                                 | 142 km/h                                                  | 143-149 km/h                                               | 148-152 km/h                                              | 159 km/h                                                  |           |           |           |           |           |           |           |           |           |
| Usos                           | Citroën Jumper, Fiat Ducato, Peugeot Boxer | Citroën Jumper, Fiat Ducato, Peugeot Boxer   | Citroën Jumper, Peugeot Boxer                             | Fiat Ducato                                                | Citroën Jumper, Fiat Ducato, Peugeot Boxer                | Citroën Jumper, Fiat Ducato, Peugeot Boxer                |           |           |           |           |           |           |           |           |           |

## Tercera generación (2006-2014)
La tercera generación fue puesta a la venta en 2006, con versiones de 3000, 3300, 3500 y 4000 kg. Los motores son todos diésel con inyección directa common-rail de segunda generación: un 2.2 litros de 100 CV, un 2.3 litros de 120 o 130 CV, y un 3.0 litros de 157 CV.
En el año 2008 Fiat y Peugeot comenzaron a comercializar las furgonetas Ducato y Boxer en México. Cabe mencionar que para Peugeot México la designación cambió a Manager en sus tres versiones como son pasajeros, carga y chasis.
En el verano de 2013 se inicia la comercialización de este modelo por Ram Trucks en Estados Unidos y Canadá bajo la denominación Ram ProMaster, el furgón y la versión vidriada está disponible con motor a gasolina Pentastar V6 de 3.6 litros y 24 válvulas ofrecido conjuntamente con una transmisión automática de nueva generación Chrysler 62TE de seis velocidades. Un motor diésel JTD Iveco de 4 cilindros en línea de 3.0 litros y 16 válvulas, mercadeado como el «EcoDiesel» por Chrysler, acoplado con una transmisión de seis velocidades manual automatizada Chrysler M40 se ofrece como un tren motriz opcional. La versión vidriada se puede ordenar con o sin asientos de pasajeros.
Desde 2014 se comercializa en México  la Ram ProMaster en su versión de carga solamente con opciones de techo bajo y alto solo con motor Pentastar V6 de 3.6 litros a gasolina con la transmisión automática de seis velocidades como opción única, actualmente se baraja la posibilidad de ofrecer el motor diésel de 4 cilindros y 3.0 litros. para ofrecer una alternativa a las líderes diésel del mercado como son Volkswagen Transporter, Ford Transit, Nissan NV350 Urvan, Renault Traffic y Peugeot Expert, siendo por el momento la única furgoneta de silueta europea con motor a gasolina del mercado mexicano.
En tanto, para Argentina y Brasil, es importada desde México a partir de 2018, habiendo cesado la producción en Brasil de la Fiat Ducato.
Mientras que las Peugeot Boxer y la Citroën Jumper son importadas desde Europa, más precisamente desde Italia, son únicamente comercializadas en Argentina.

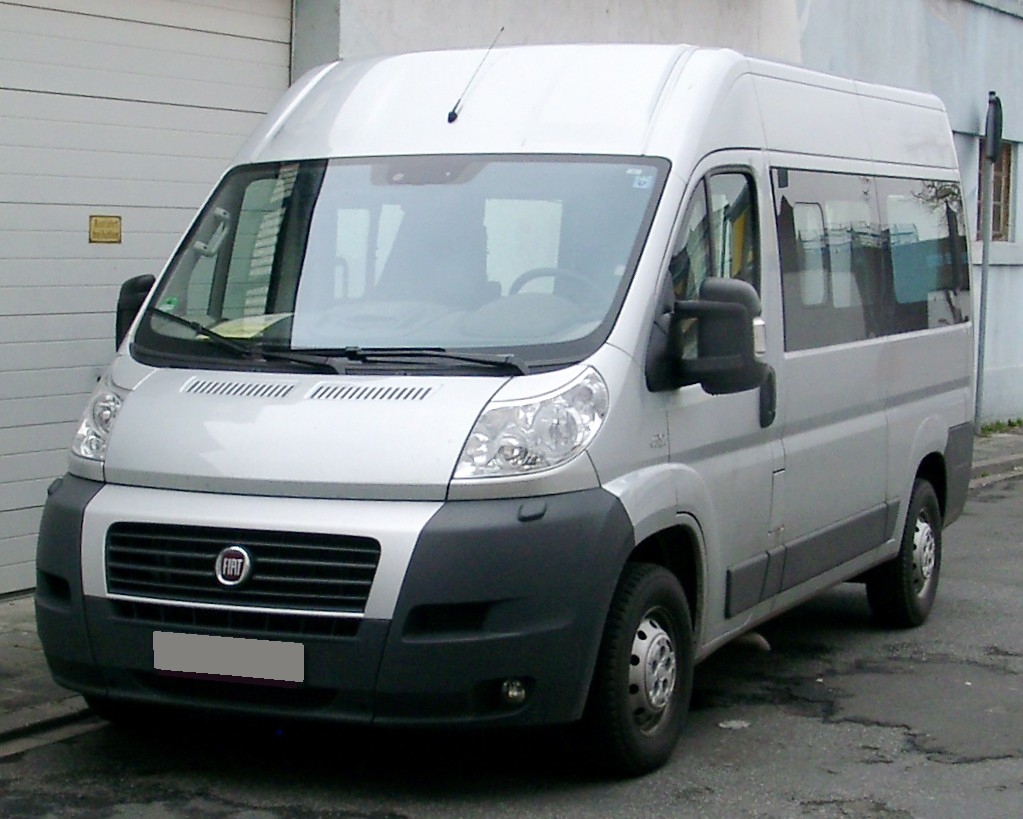
Fiat Ducato pre-rediseño (2006-2014)
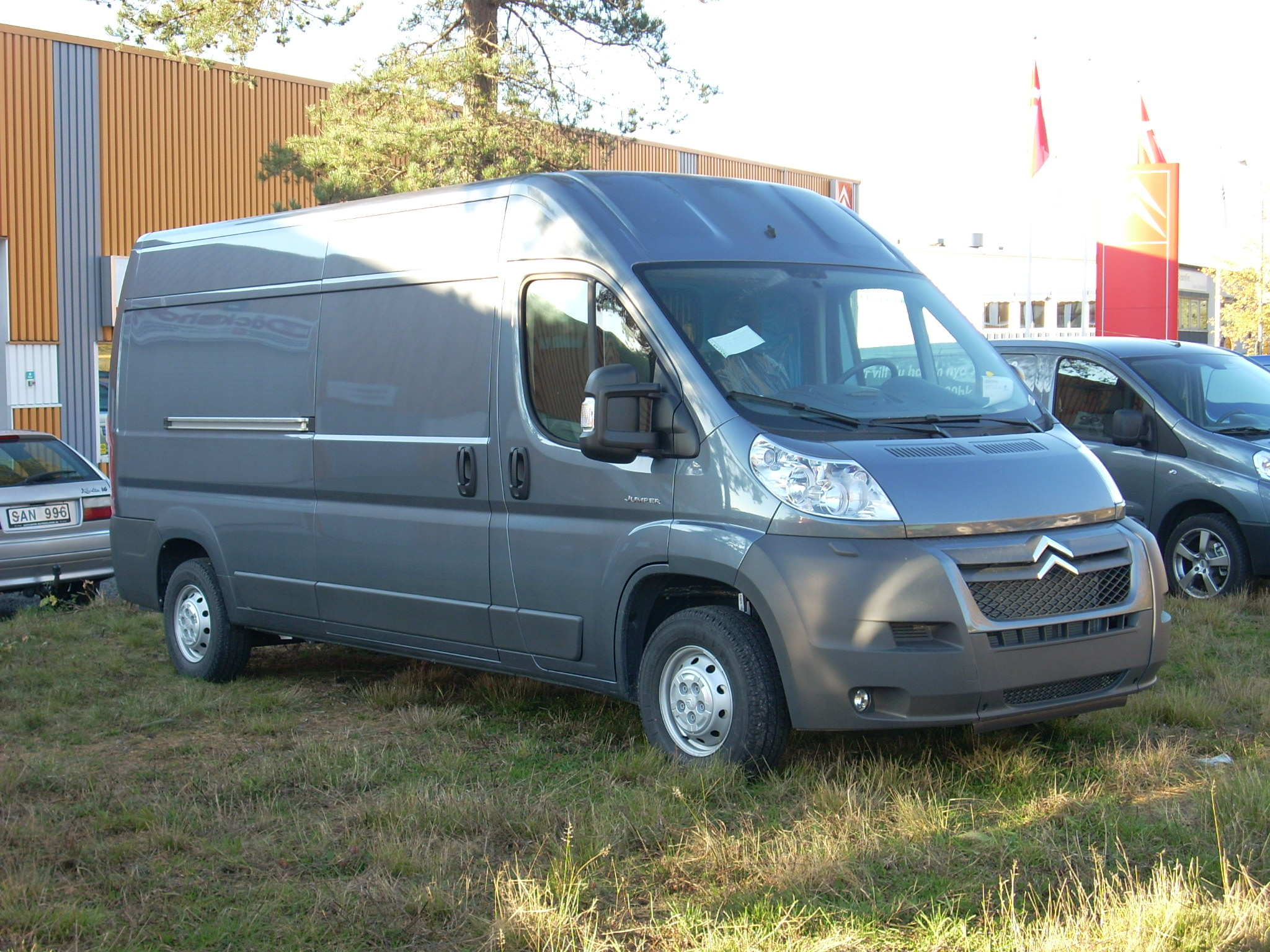
Citroën Jumper pre-rediseño (2006-2014)
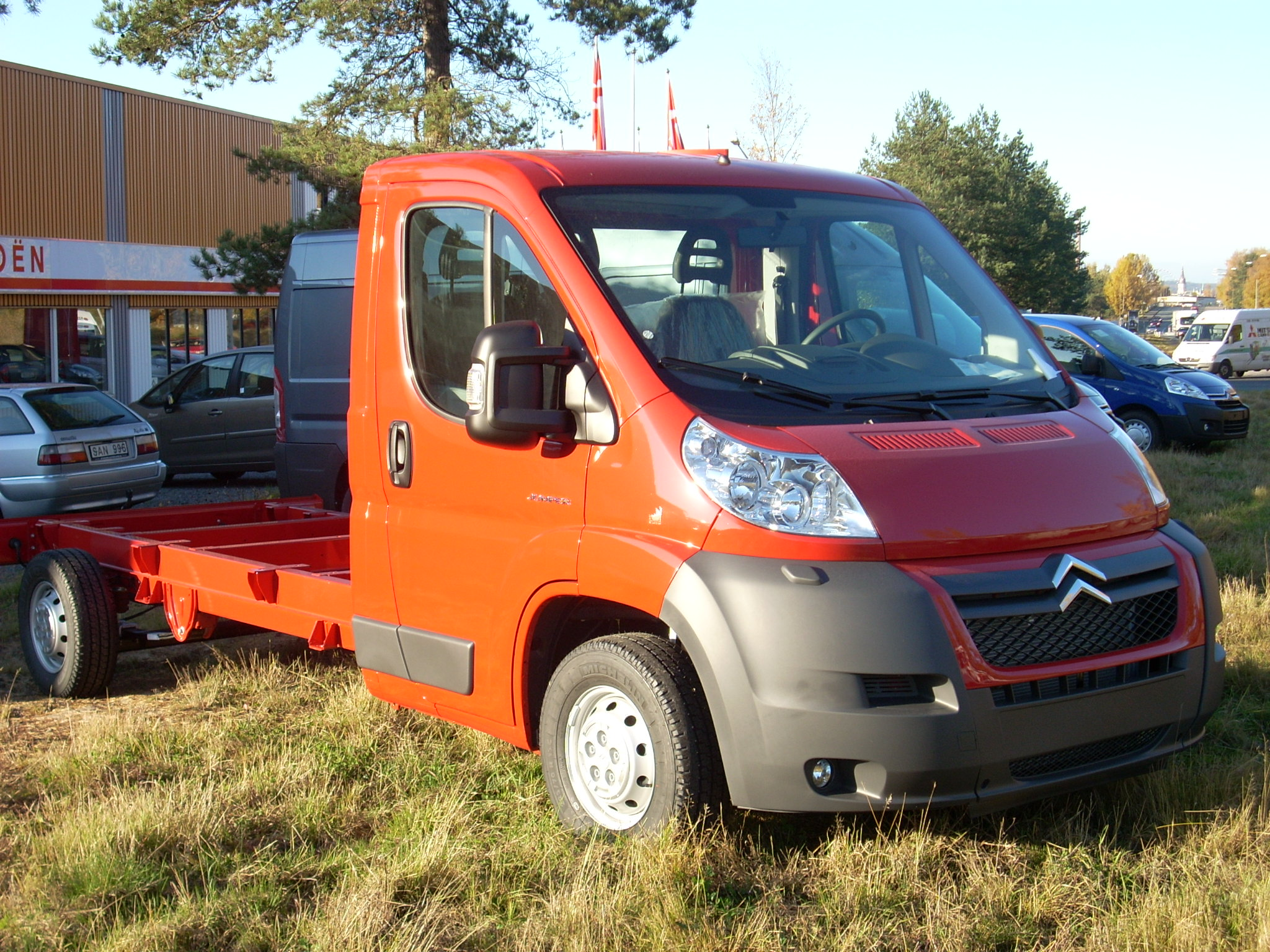
Citroën Jumper versión chasis cabina pre-rediseño (2006-2014)
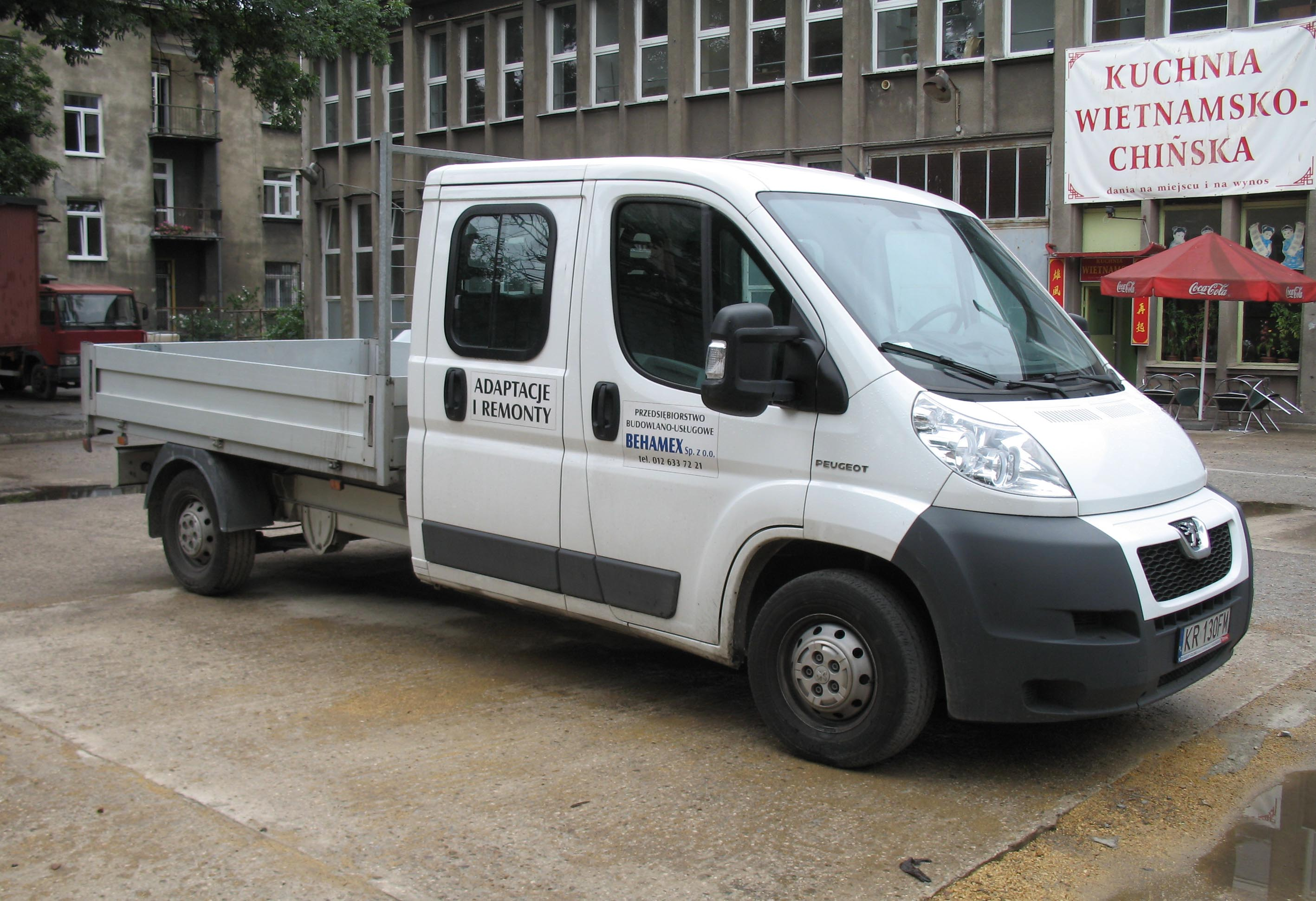
Peugeot Boxer plataforma con cabina doble pre-rediseño (2006-2014)
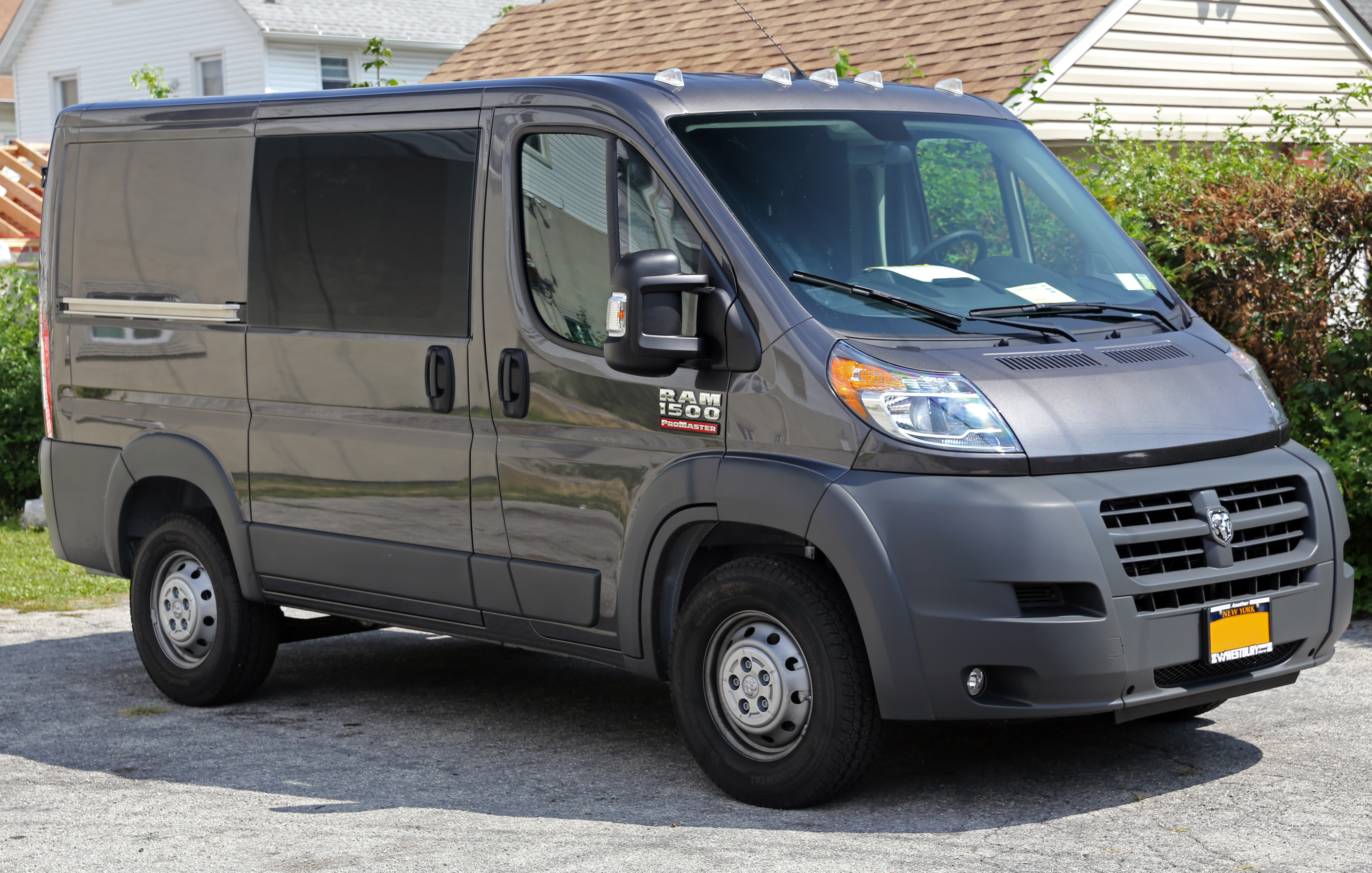
Ram ProMaster techo bajo pre-rediseño (2006-2014)

La tercera generación del Jumper/Relay se lanzó primero a nivel mundial, excepto en Australia, en septiembre de 2006 como modelo 2007 (incluido el Reino Unido) y posteriormente en Australia a finales de 2012 como modelo 2013, seguido del Boxer en junio  y, posteriormente, del Ducato como modelo 2008. El vehículo estaba disponible en numerosas variantes, tanto para el transporte de personas como de mercancías. Los pesos se incrementaron de nuevo, con las siguientes denominaciones para el peso total: Ducato 30 (3 toneladas), Ducato 33 (3,3 toneladas), Ducato Maxi 35 (3,5 toneladas) y Ducato Maxi 40 (4 toneladas). En configuración de furgoneta, el vehículo está disponible en tres distancias entre ejes: 3000 mm (118 pulgadas), 3450 mm (136 pulgadas) y 4050 mm (159 pulgadas), y en tres alturas: 2250 mm (90 pulgadas), 2500 mm (99 pulgadas) y 2750 mm (109 pulgadas). También en configuración de furgoneta, las tres distancias entre ejes se ofrecen en cuatro longitudes totales del vehículo de 4950 mm (195 pulgadas), 5400 mm (213 pulgadas), 6000 mm (236 pulgadas) y 6350 mm (250 pulgadas). Las dos longitudes de carrocería más largas solo están disponibles con la distancia entre ejes de 4050 mm.

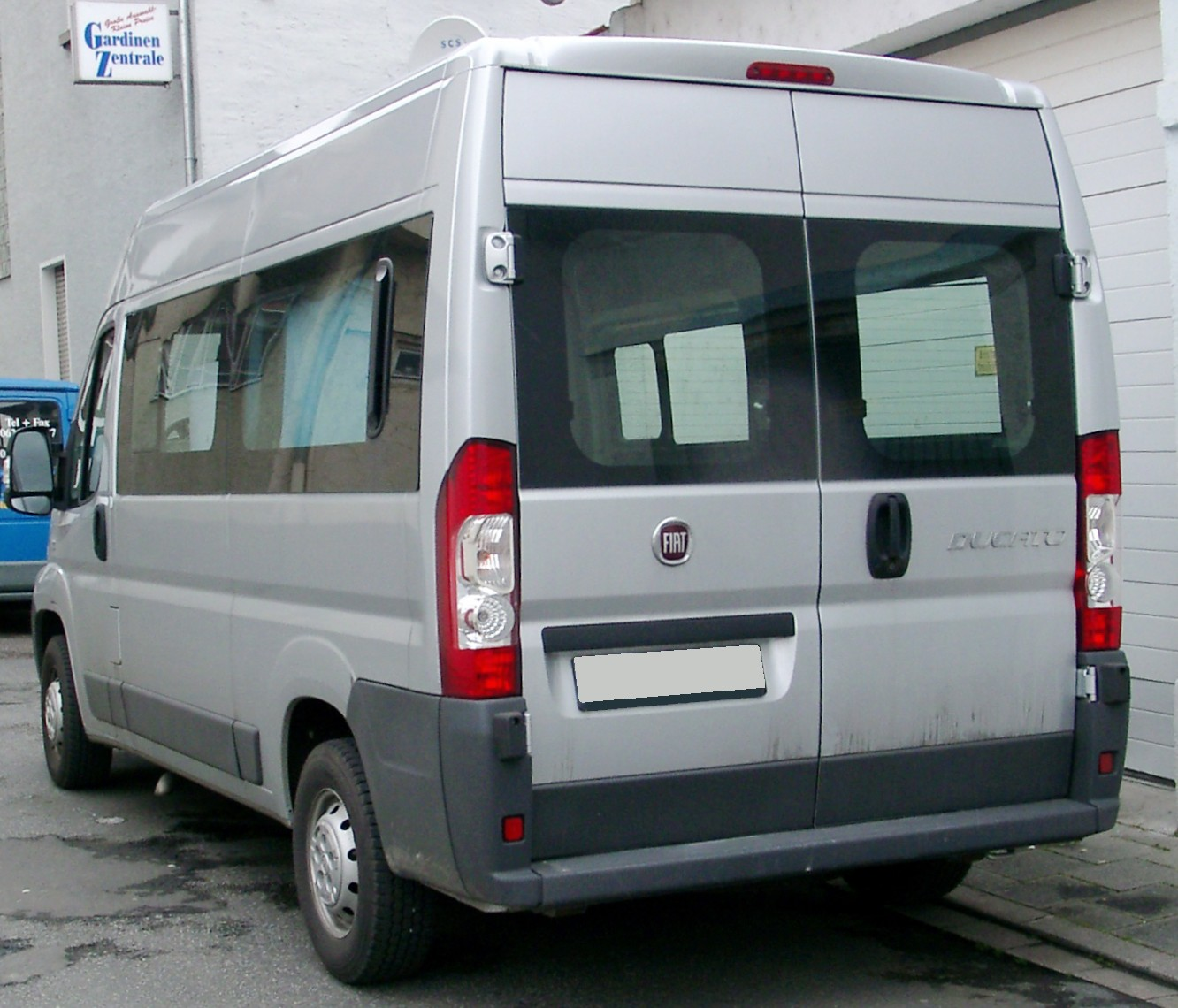
Vista trasera (pre-rediseño)
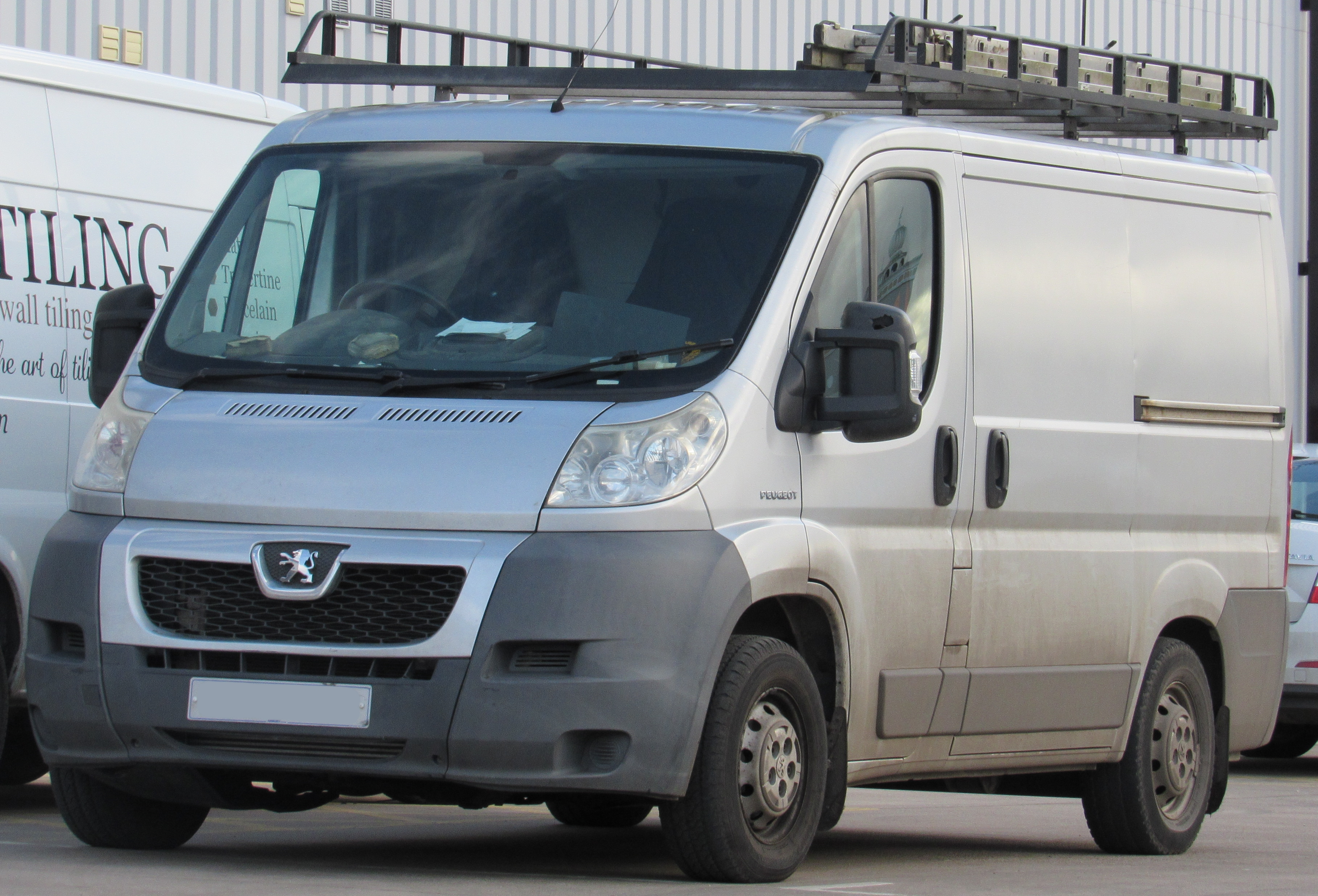
Peugeot Boxer (pre-rediseño)
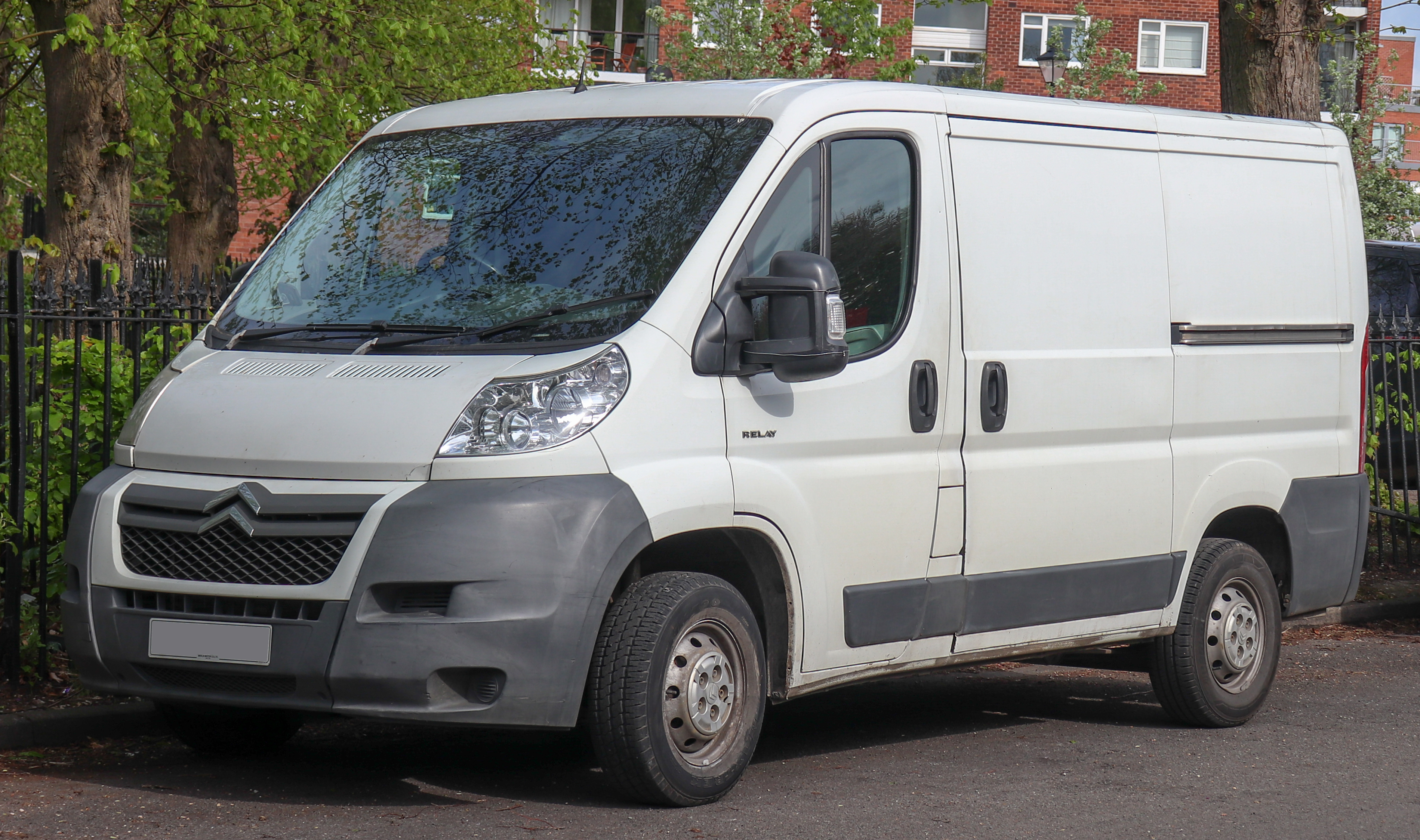
Citroën Relay (pre-rediseño)
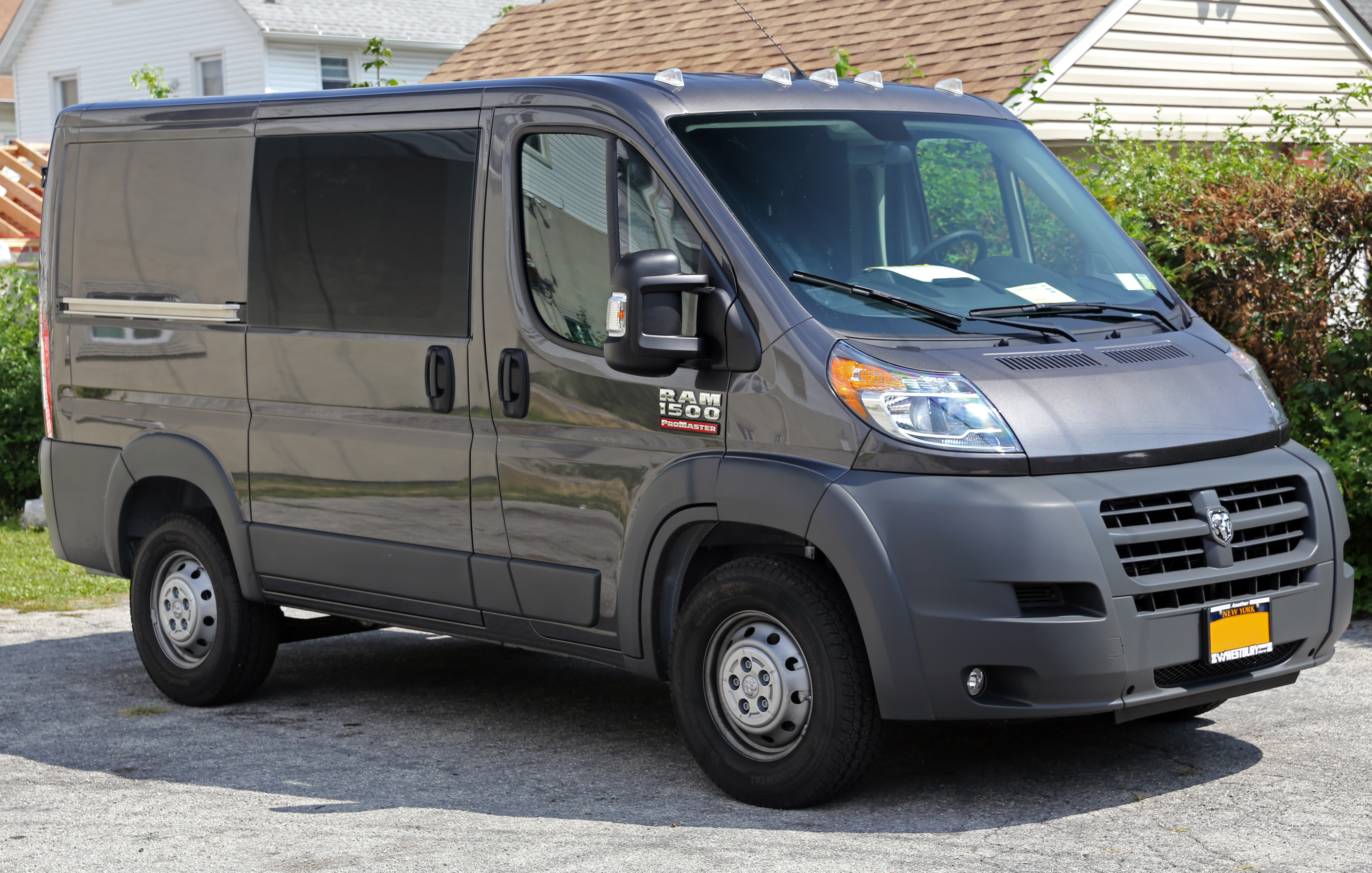
Ram ProMaster 1500
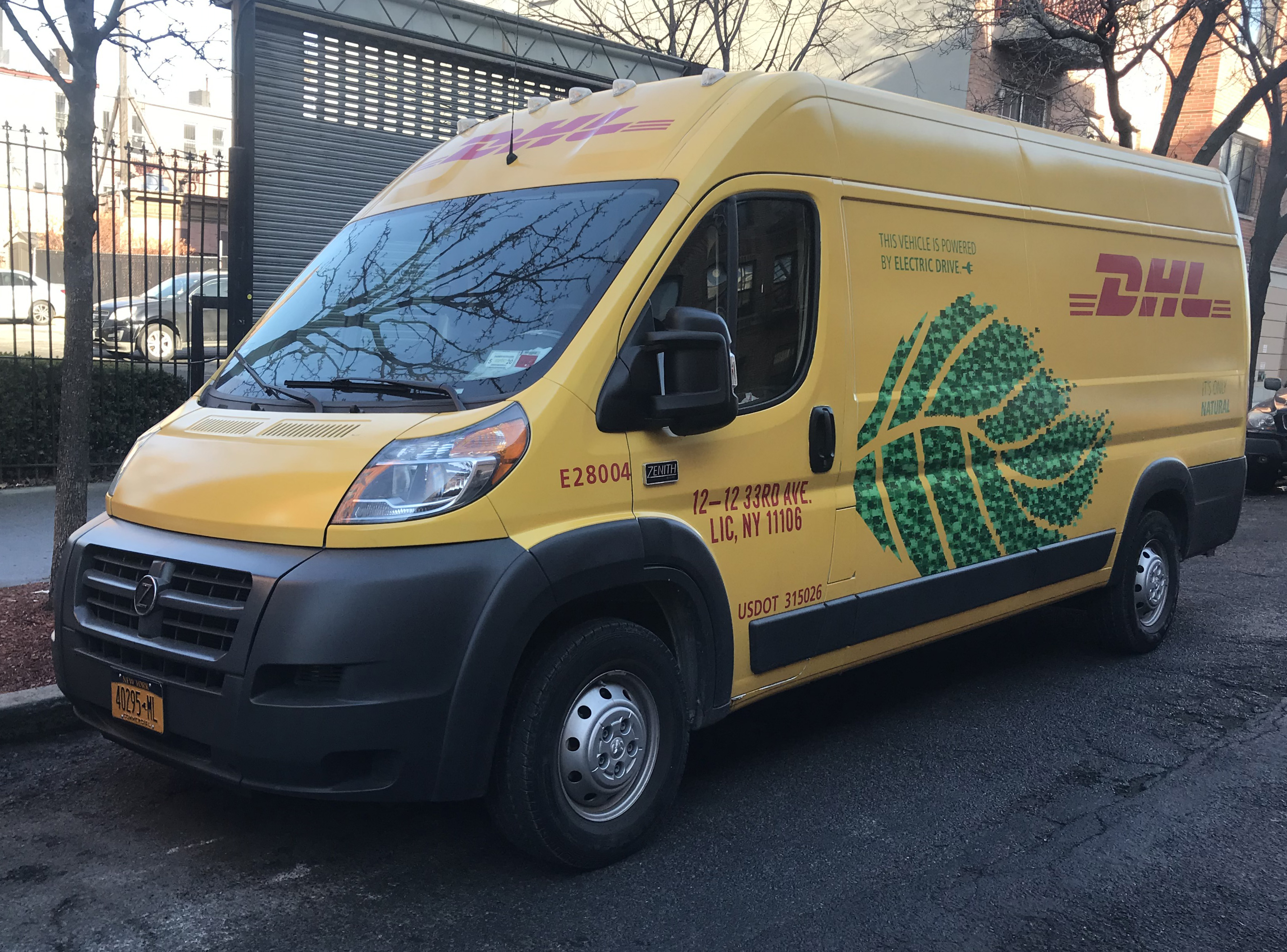
Zenith Electric Van

### México
Este Ducato de tercera generación está disponible en México desde noviembre de 2007, con más de 30 modelos diferentes. Se comercializa como Fiat Ducato y Peugeot Manager. Estos modelos son similares a las configuraciones europeas, con motores más pequeños, diésel disponible y transmisión manual,  aunque la versión para Canadá y Estados Unidos, con motores de gasolina más grandes y transmisión automática, se fabrica en México.

### Ram ProMaster
Desde octubre de 2013, la marca Ram Trucks de Fiat Chrysler Automobiles comercializa la Ducato como Ram ProMaster en Canadá, México y Estados Unidos. Desde la quiebra de Chrysler en 2009 y su posterior adquisición por Fiat, Chrysler no había ofrecido una furgoneta grande en este mercado. Dodge Trucks (la marca utilizada por Chrysler antes de la creación de la marca Ram) ofreció una versión de la furgoneta Mercedes-Benz Sprinter entre 2003 y 2009, y anteriormente la Dodge Ram Van. La ProMaster se produce en la Planta de Ensamblaje de Furgonetas de FCA en Saltillo, México.
Las furgonetas comerciales tradicionales en este mercado son camionetas pickup con carrocería pesada sobre bastidor. La ProMaster tiene una construcción monocasco y tracción delantera. Esto le proporciona una altura de piso más baja, lo que mejora la capacidad de carga. La tracción delantera también mejora la maniobrabilidad y la seguridad.
La diferencia más significativa entre la ProMaster y la Ducato reside en la disponibilidad de un motor Chrysler Pentastar V6 de gasolina de 3.6 L y 24 válvulas, que se ofrece de serie junto con la transmisión automática Chrysler 62TE de seis velocidades. El motor diésel Iveco JTD I4 de 3.0 L y 16 válvulas, denominado EcoDiesel por Chrysler, acoplado a la transmisión manual automatizada "comfort-matic" M40MTA de seis velocidades, se ofreció entre los años 2014 y 2016; sin embargo, actualmente el ProMaster solo ofrece el V6 de gasolina. A partir del año 2021, el motor de serie es el Pentastar V6 de gasolina de 3.6 L y 24 válvulas, que se incorpora a la transmisión automática ZF 9HP48 de 9 velocidades, en sustitución de la Chrysler 62TE.
El ProMaster se ofrece en tres distancias entre ejes (118 pulgadas (2997,2 mm), 135,8 pulgadas (3449,3 mm), 158,9 pulgadas (4036,1 mm)), four overall body lengths (195 pulgadas (4953,0 mm), 213 pulgadas (5410,2 mm), 236 pulgadas (5994,4 mm), 250 pulgadas (6350,0 mm),con las dos longitudes de carrocería más largas disponibles solo con la distancia entre ejes de 159 pulgadas (4038,6 mm) wheelbase). El ProMaster solo ofrece las alturas bajas (89 pulgadas (2260,6 mm) y medias 99 pulgadas (2514,6 mm)).
La configuración de furgoneta está disponible en todos los tamaños, mientras que las configuraciones de chasis-cabina y de carrocería recortada solo se ofrecen en distancias entre ejes de 136 pulgadas (3454,4 mm) y 159 pulgadas (4038,6 mm). El furgón con ventana solo está disponible en distancias entre ejes de 159 pulgadas (4038,6 mm) y altura de techo de 99 pulgadas (2514,6 mm).
Para el modelo 2019, el ProMaster recibió una nueva fascia frontal, que reemplazó la parrilla en forma de cruz por una nueva parrilla delantera con la inscripción "RAM". El motor turbodiésel EcoDiesel de 3.0L y cuatro cilindros en línea (I4) también se descontinuó, dejando al motor de gasolina Pentastar V6 de 3.6L con sincronización variable de válvulas (VVT) como la única opción de motor para la ProMaster. La radio Uconnect 3 con pantalla táctil de cinco pulgadas, anteriormente opcional, se incorporó como equipo estándar para cumplir con las Normas Federales de Seguridad de Vehículos Motorizados (FMVSS), que exigen que todos los vehículos con un peso bruto vehicular (GVWR) de 10,000 lb (4535 kg) o menos, fabricados después de abril de 2018, incluyan una cámara de visión trasera.
En el Work Truck Show 2020 en Indianápolis, Indiana, Ram presentó la ProMaster modelo 2021 con nuevas características. Un espejo retrovisor digital de 9.2 pulgadas con cámara trasera está disponible como opción. Las nuevas características de seguridad incluyen el monitoreo de punto ciego (BLIS) con detección de cruce trasero y un sistema de advertencia de colisión frontal (FCWS) con asistencia de frenado de emergencia. También está disponible la iluminación interior LED para la iluminación de cortesía y la iluminación ambiental.
FPara el modelo 2023, la Ram ProMaster recibió una segunda actualización para armonizar con el estilo de los demás modelos posteriores.
A principios de 2024, se presentó la Ram ProMaster EV. Este vehículo eléctrico está equipado con una batería de 110 kWh y un motor de 270 hp (200 kW) (consulte también la sección "Versiones eléctricas" a continuación).

### Motorizaciones

#### 2007–2010
| Modelo               | Motor           | Displacement   | Tren de válvulas | Combustión                    | Max. potencia a rpm                     | Max. torque a rpm                |
| Motores diésel       | Motores diésel  | Motores diésel | Motores diésel   | Motores diésel                | Motores diésel                          | Motores diésel                   |
| -------------------- | --------------- | -------------- | ---------------- | ----------------------------- | --------------------------------------- | -------------------------------- |
| 100 Multijet/2.2 HDi | Ford Puma       | 2,198 cc       | DOHC 16v         | Common rail inyección directa | 100 CV (73,6 kW; 98,6 HP) a 2,900 rpm   | 250 N·m (184 lb·pie) a 1,500 rpm |
| 120 Multijet1        | Iveco F1AE0481D | 2,287 cc       | DOHC 16v         | Common rail inyección directa | 120 CV (88 kW; 118 HP) a 3,600 rpm      | 320 N·m (236 lb·pie) a 2,000 rpm |
| 2.2 HDi2             | Ford Puma       | 2,198 cc       | DOHC 16v         | Common rail inyección directa | 120 CV (88 kW; 118 HP) a 3,500 rpm      | 320 N·m (236 lb·pie) a 2,000 rpm |
| 130 Multijet1        | Iveco F1AE0481N | 2,287 cc       | DOHC 16v         | Common rail inyección directa | 130 CV (96 kW; 128 HP) a 3,600 rpm      | 320 N·m (236 lb·pie) a 2,000 rpm |
| 160 Multijet/3.0 HDi | Iveco F1CE0481D | 2,999 cc       | DOHC 16v         | Common rail inyección directa | 157 CV (115,5 kW; 154,9 HP) a 3,500 rpm | 400 N·m (295 lb·pie) a 1,400 rpm |
| Motor de GNC         |                 |                |                  |                               |                                         |                                  |
| 140 Natural Power    | Iveco F1C       | 2,999 cc       | DOHC 16v         | MPI de inyección indirecta    | 136 CV (100 kW; 134,1 HP) a 2,700 rpm   | 350 N·m (258 lb·pie) a 1,500 rpm |

1 Solo para Fiat Ducato
```
2
 Solo para Citroën Jumper and Peugeot Boxer
```

#### 2010–2014
| Modelo                               | Motor                 | Desplazamiento | Tren de válvulas | Combustión                                               | Max. potencia a rpm                      | Max. torque a rpm                 |
| Motores diésel                       | Motores diésel        | Motores diésel | Motores diésel   | Motores diésel                                           | Motores diésel                           | Motores diésel                    |
| ------------------------------------ | --------------------- | -------------- | ---------------- | -------------------------------------------------------- | ---------------------------------------- | --------------------------------- |
| 2.2 HDi1                             | Ford Puma             | 2,198 cc       | DOHC 16v         | Common rail inyección directa                            | 110 CV (81 kW; 108 HP) at 3,500 rpm      | 250 N·m (184 lb·pie) at 1,750 rpm |
| 2.2 HDi1                             | Ford Puma             | 2,198 cc       | DOHC 16v         | Common rail inyección directa                            | 130 CV (96 kW; 128 HP) at 3,500 rpm      | 320 N·m (236 lb·pie) at 2,000 rpm |
| 2.2 HDi1                             | Ford Puma             | 2,198 cc       | DOHC 16v         | Common rail inyección directa                            | 150 CV (110 kW; 148 HP) at 3,500 rpm     | 350 N·m (258 lb·pie) at 1,750 rpm |
| 115 Multijet2                        | FPT Family B 250A1000 | 1,956 cc       | DOHC 16v         | Common rail inyección directa                            | 115 CV (84,6 kW; 113,4 HP) at 3,700 rpm  | 280 N·m (207 lb·pie) at 1,500 rpm |
| 130 Multijet2                        | Iveco F1AE3481D       | 2,287 cc       | DOHC 16v         | Common rail inyección directa                            | 130 CV (96 kW; 128 HP) at 3,600 rpm      | 320 N·m (236 lb·pie) at 1,800 rpm |
| 150 Multijet2                        | Iveco F1AE3481E       | 2,287 cc       | DOHC 16v         | Common rail inyección directa                            | 148 CV (108,9 kW; 146 HP) at 3,600 rpm   | 350 N·m (258 lb·pie) at 1,500 rpm |
| 180 Multijet Power/3.0 HDi/EcoDiesel | Iveco F1CE3481E       | 2,999 cc       | DOHC 16v         | Common rail inyección directa                            | 177 CV (130,2 kW; 174,6 HP) at 3,500 rpm | 400 N·m (295 lb·pie) at 1,400 rpm |
| Motor de GNC                         |                       |                |                  |                                                          |                                          |                                   |
| 140 Natural Power                    | Iveco F1C             | 2,999 cc       | DOHC 16v         | MPI de inyección indirecta                               | 136 CV (100 kW; 134,1 HP) at 2,700 rpm   | 350 N·m (258 lb·pie) at 1,500 rpm |
| Motor de gasolina                    |                       |                |                  |                                                          |                                          |                                   |
| 3.6 Pentastar3                       | Chrysler Pentastar    | 3,604 cc       | DOHC 24v VVT     | Inyección secuencial de combustible de múltiples puertos | 284 CV (208,9 kW; 280,1 HP) a 6,400 rpm  | 353 N·m (260 lb·pie) a 4,400 rpm  |

1 Solo para Citroën Jumper y Peugeot Boxer
```
2
 Solo para Fiat Ducato
```

```
3
 Solo para Ram ProMaster
```

Nota: Para algunas versiones/mercados, los motores anteriores siguen disponibles.
| Exterior | 4963 milímetros (195,4 plg) | 5413 milímetros (213,1 plg) | 5998 milímetros (236,1 plg) | 6363 milímetros (250,5 plg)    |                                |                                 |                               |                               |
| WB       | 3000 milímetros (118,1 plg) | 3450 milímetros (135,8 plg) | 4035 milímetros (158,9 plg) | 4035 milímetros (158,9 plg)    |                                |                                 |                               |                               |
| Interior | 2670 milímetros (105,1 plg) | 3120 milímetros (122,8 plg) | 3705 milímetros (145,9 plg) | 4070 milímetros (160,2 plg)    |                                |                                 |                               |                               |
| H1       | Exterior                    | Interior                    | Volumen                     | 8 metros cúbicos (282,5 ft³)   | 8 metros cúbicos (282,5 ft³)   | 10 metros cúbicos (353,1 ft³)   | N/A                           | N/A                           |
| H1       | 2254 milímetros (88,7 plg)  | 1662 milímetros (65,4 plg)  | Volumen                     | 8 metros cúbicos (282,5 ft³)   | 8 metros cúbicos (282,5 ft³)   | 10 metros cúbicos (353,1 ft³)   | N/A                           | N/A                           |
| H2       | 2522 milímetros (99,3 plg)  | 1932 milímetros (76,1 plg)  | Volumen                     | 9,5 metros cúbicos (335,5 ft³) | 9,5 metros cúbicos (335,5 ft³) | 11,5 metros cúbicos (406,1 ft³) | 13 metros cúbicos (459,1 ft³) | 15 metros cúbicos (529,7 ft³) |
| H3       | 2764 milímetros (108,8 plg) | 2172 milímetros (85,5 plg)  | Volumen                     | N/A                            | N/A                            | N/A                             | 15 metros cúbicos (529,7 ft³) | 17 metros cúbicos (600,4 ft³) |

Nota:
La anchura interior es de 1.870 mm (73,6 pulgadas) para todas las versiones, y de 1.422 mm (56,0 pulgadas) entre los pasos de rueda internos.

### Rediseño (2014–actualidad)
La cuarta generación del Ducato/Jumper/Relay/Boxer (designación de plataforma X290) se presentó en el verano de 2014, con un debut previsto para octubre de 2014 como modelo 2015 (excepto en Australia, donde se presentaron dos modelos para el Relay/Dispatch: uno de 2017 con su primera actualización y otro de 2019 con su segunda actualización), mientras que el modelo 2014 se omitió por completo. Aunque se basa en el modelo de tercera generación, presenta un frontal muy renovado, con faros más similares a los de un coche. Los motores Euro 6 se introdujeron para el modelo 2017 a finales de 2016 y, a diferencia de la mayoría de sus competidores, no requiere Adblue (solo en la versión Fiat). El Relay/Boxer/Jumper recibió el motor Euro 6 de 2.0 L basado en PSA DW10. La Ram ProMaster se revisó en 2018 para el modelo 2019 con una parrilla diferente, mayor carga útil y mejor capacidad de remolque.
En 2019, Ducato cambió el sistema EGR doble introducido para Euro 6 por AdBlue en el motor de 2.3 L para cumplir con Euro 6d. Ese mismo año, Boxer/Relay/Jumper cambiaron el motor PSA DW10 de 2.0 L por uno de 2.2 L DW12.
En 2021, las nuevas características incluyen control de crucero adaptativo, frenado de emergencia autónomo y asistente de mantenimiento de carril. Ese mismo año, tras la adquisición de Opel y Vauxhall por parte de Groupe PSA y su posterior fusión con FCA para formar Stellantis, el Ducato pasó a denominarse Opel/Vauxhall Movano, que anteriormente se basaba en el Renault Master.
En 2022, la Ducato y la ProMaster recibieron un tablero rediseñado y la transmisión automática 948TE de nueve velocidades como equipamiento de serie para la ProMaster y opcional para la Ducato. La Ducato también recibe el motor turbodiésel Fiat Pratola Serra Family B de 2.2 L, denominado Multijet 3 (a partir de finales de 2021), mientras que la ProMaster recibe un Pentastar de 3.6 L revisado. Para el modelo 2023, el frontal de la ProMaster se rediseñó para igualar a sus homólogos europeos, coincidiendo con la introducción de la ProMaster EV; la furgoneta también recibió una tercera opción de techo "superalto" en la distancia entre ejes más larga. También en 2023, la Ducato en Europa y otros mercados cambió de motor de nuevo, esta vez al motor PSA DW12 de 2.2 L PSA EW/DW, utilizado en las otras furgonetas Sevel (Relay/Boxer/Jumper/Movano).
Toyota Motor Europe y Stellantis planean fabricar una furgoneta de gran tamaño con la marca Toyota, basada en la plataforma Ducato, cuyo lanzamiento está previsto para mediados de 2024. Esta ampliación de la colaboración entre ambos fabricantes en el sector de vehículos comerciales ligeros (LCV), iniciada en 2022.

### Electric versions

#### E-Ducato (2021)
El E-Ducato eléctrico de batería se anunció en julio de 2019, con disponibilidad prevista para 2020. La autonomía prevista era de 220 a 360 kilómetros (136,7 a 223,7 mi) en el Nuevo Ciclo de Conducción Europeo. Estarían disponibles las mismas variantes de carrocería que el Ducato convencional, proporcionando volúmenes de carga de 10 a 17 metros cúbicos (2641,7 a 4490,9 galAm) y una carga útil máxima de 1950 kilogramos (4299,0 lb).
En abril de 2021, Fiat lanzó el E-Ducato, desarrollado en colaboración con la empresa de mensajería DHL. Los planeadores Ducato se ensamblan en la fábrica de Fiat Sevel Sud en Atessa y luego se envían a Fiat Mirafiori en Turín, donde se equipan con un sistema de propulsión desarrollado por SolarEdge. La capacidad máxima de producción estimada es de 1000 vehículos al mes. Las variantes similares de furgonetas eléctricas vendidas por PSA, como la Citroën Jumper/Relay y la Peugeot Boxer, también se ensamblan en Sevel Sud, pero utilizan una tecnología de batería diferente, ya que son convertidas por BD Auto.
El E-Ducato 2021 está equipado con una batería de tracción de alto voltaje de 3 o 5 módulos con 47 o 79 kW-h de almacenamiento, respectivamente; la autonomía estimada es de 280 kilómetros (174 mi) bajo el ciclo mixto WLTP para la batería más grande. La salida máxima del motor de tracción es de 90 kilovatios (122,4 CV) y 280 newtons·metro (206,5 lb·pie). Como opción, el E-Ducato puede equiparse con un puerto para aceptar energía de hasta 50 kW (CC).
En comparación, la conversión e-Boxer utiliza una batería de tracción con 37 o 75 kW-h de almacenamiento, lo que da una autonomía estimada de 73 o 154 mi (117 o 248 km), respectivamente (WLTP).

#### E-Ducato y Ram ProMaster EV (2024)
Para el modelo 2024 (coincidiendo con su renovación), el E-Ducato recibió un nuevo sistema de propulsión. La batería tiene una capacidad de 110 kWh y alimenta un motor de tracción eléctrica con una potencia máxima de 200 kilovatios (271,9 CV) y 410 newtons·metro (302,4 lb·pie).  Los modelos similares del Ducato de otras marcas de Stellantis, el Peugeot e-Boxer, el Citroën e-Jumper (Citroën e-Relay en el Reino Unido e Irlanda), el Opel/Vauxhall Movano-e y el nuevo Toyota Proace Max Electric, también recibieron este nuevo sistema de propulsión.
En enero de 2024, para el mercado norteamericano, Stellantis presentó la Ram ProMaster EV, también equipada con un sistema de propulsión idéntico con una batería de 110 kWh y un motor de 268 caballos (271,7 CV) y 302 pies·libra fuerza (409,5 N·m). La autonomía prevista es de 174 millas (280 km) en conducción urbana; la velocidad máxima de carga es de 150 kW utilizando un cargador rápido de nivel 3 (DC). Los pedidos de la Ram ProMaster EV (modelo de entrega) se abrieron en septiembre de 2024; el modelo de carga seguirá en 2025.

#### Iveco eSuperJolly (2025)
En junio de 2025, Iveco presentó el eSuperJolly junto con el eJolly más pequeño, ubicándose debajo del Daily y por encima del eMoovy como la oferta de furgonetas eléctricas de tamaño mediano de Iveco.

### Versiones de hidrógeno

#### E-Ducato Hydrogen (2025)
El 22 de noviembre de 2023, como socio principal de Stellantis para el desarrollo de productos de hidrógeno, Opel anunció que el Movano HYDROGEN llegaría al mercado junto con sus hermanos Citroën e-Jumper Hydrogen, Peugeot e-Boxer Hydrogen y Fiat E-Ducato Hydrogen.

Los componentes de la gran furgoneta de hidrógeno son comunes a la furgoneta mediana Opel Vivaro-e Hydrogen, y utilizan un motor de 110 kW, una pila de combustible de 45 kW y una batería de iones de litio de 10,5 kWh, combinada con cuatro cilindros de hidrógeno en lugar de tres. El Ducato H2 tendrá una autonomía prevista de más de 500 km. Las ventas comenzarán en Europa en 2025. En Norteamérica, además de la furgoneta, se incorporará una camioneta H2, bajo la marca RAM.

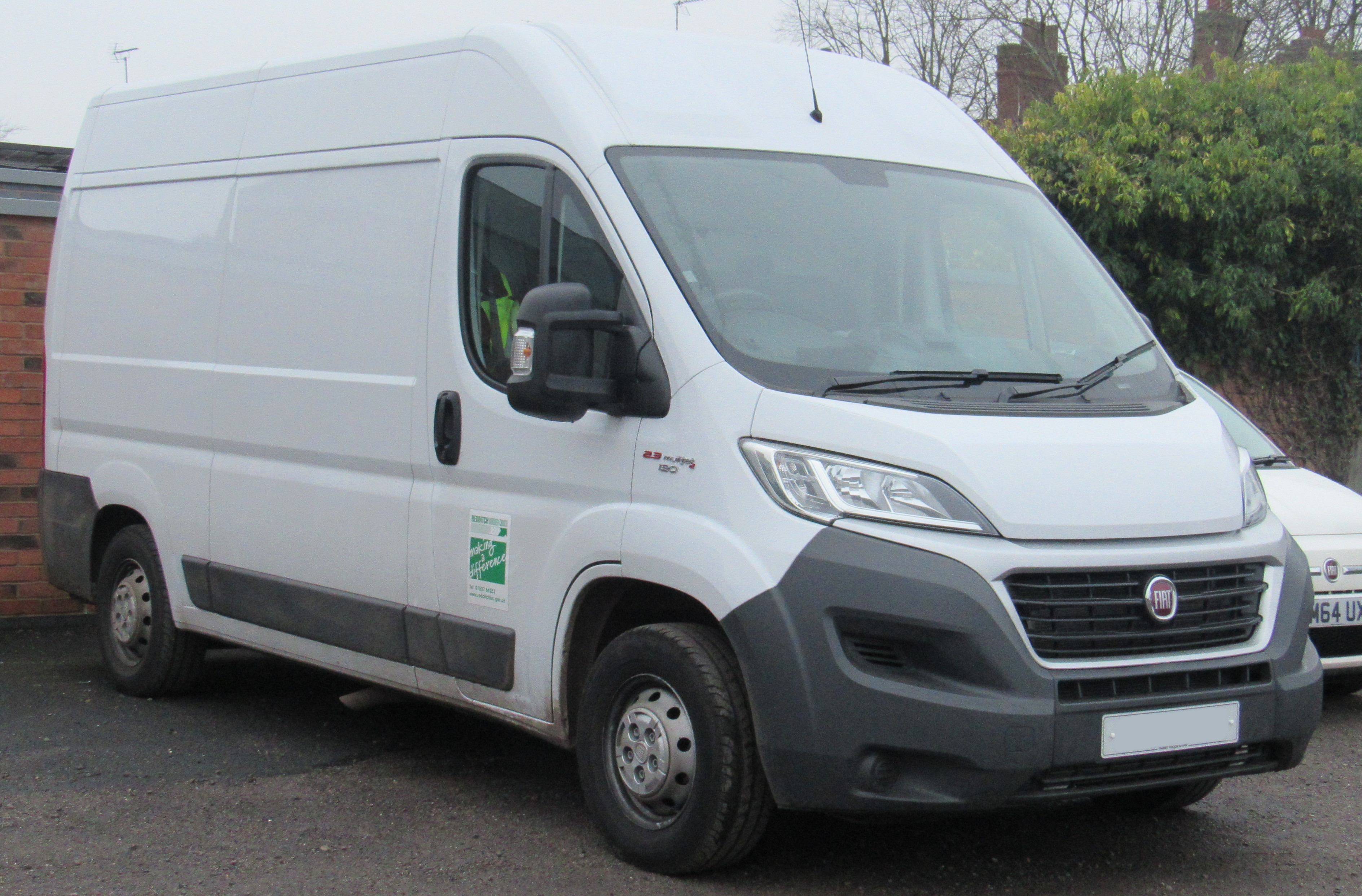
Fiat Ducato (Rediseño de 2014)
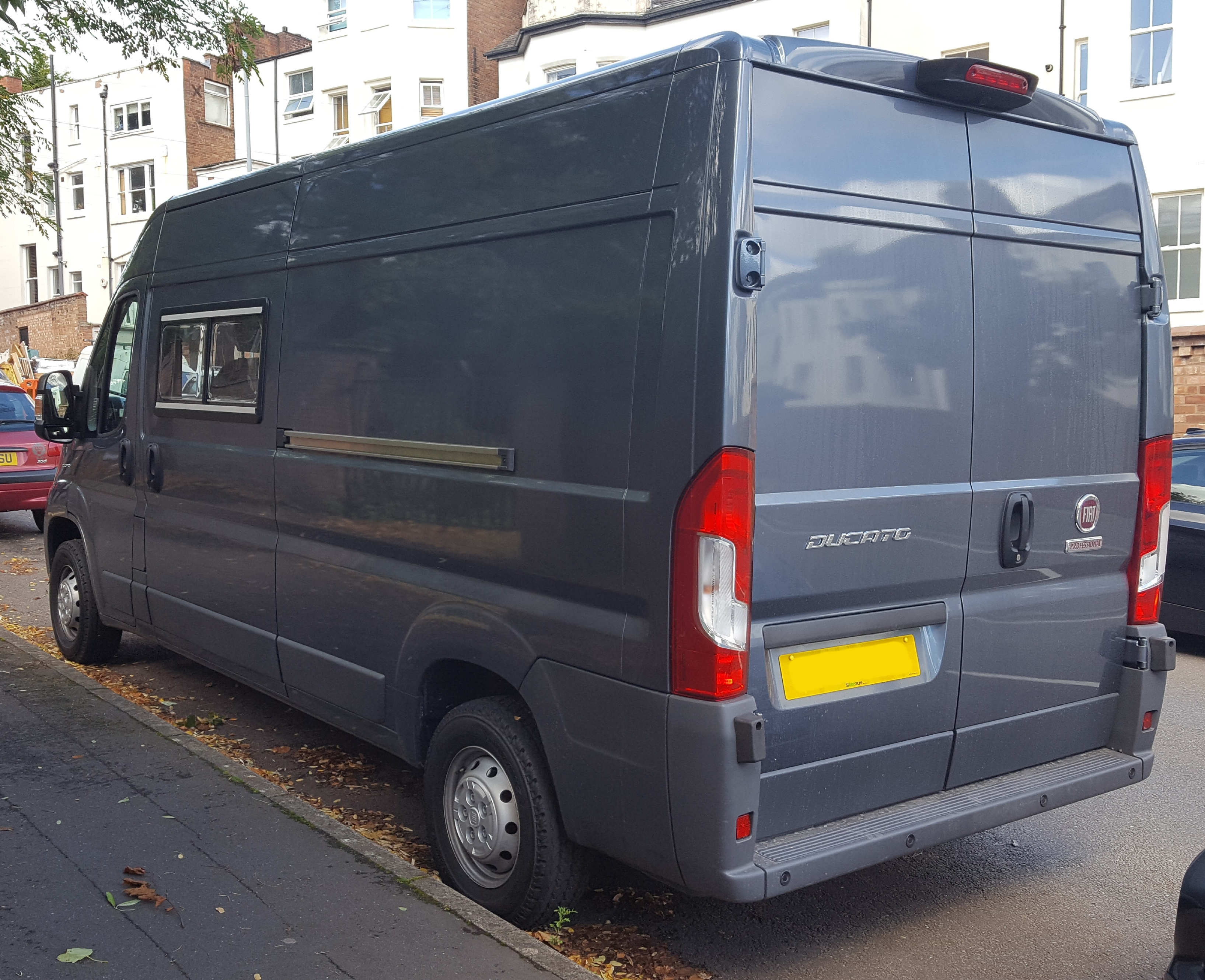
Vista trasera (Rediseño de 2014)
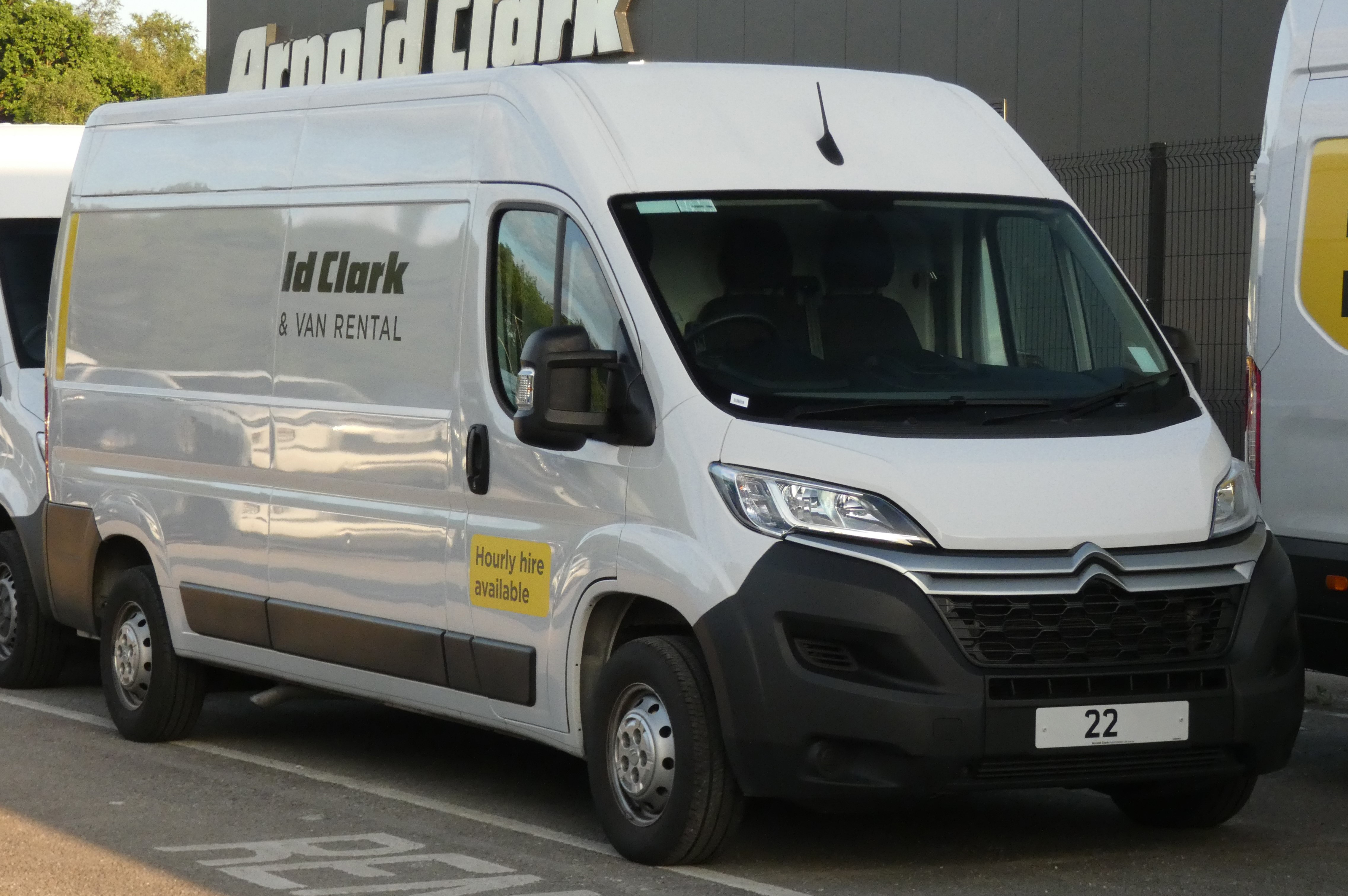
Citroën Relay (Rediseño de 2014)
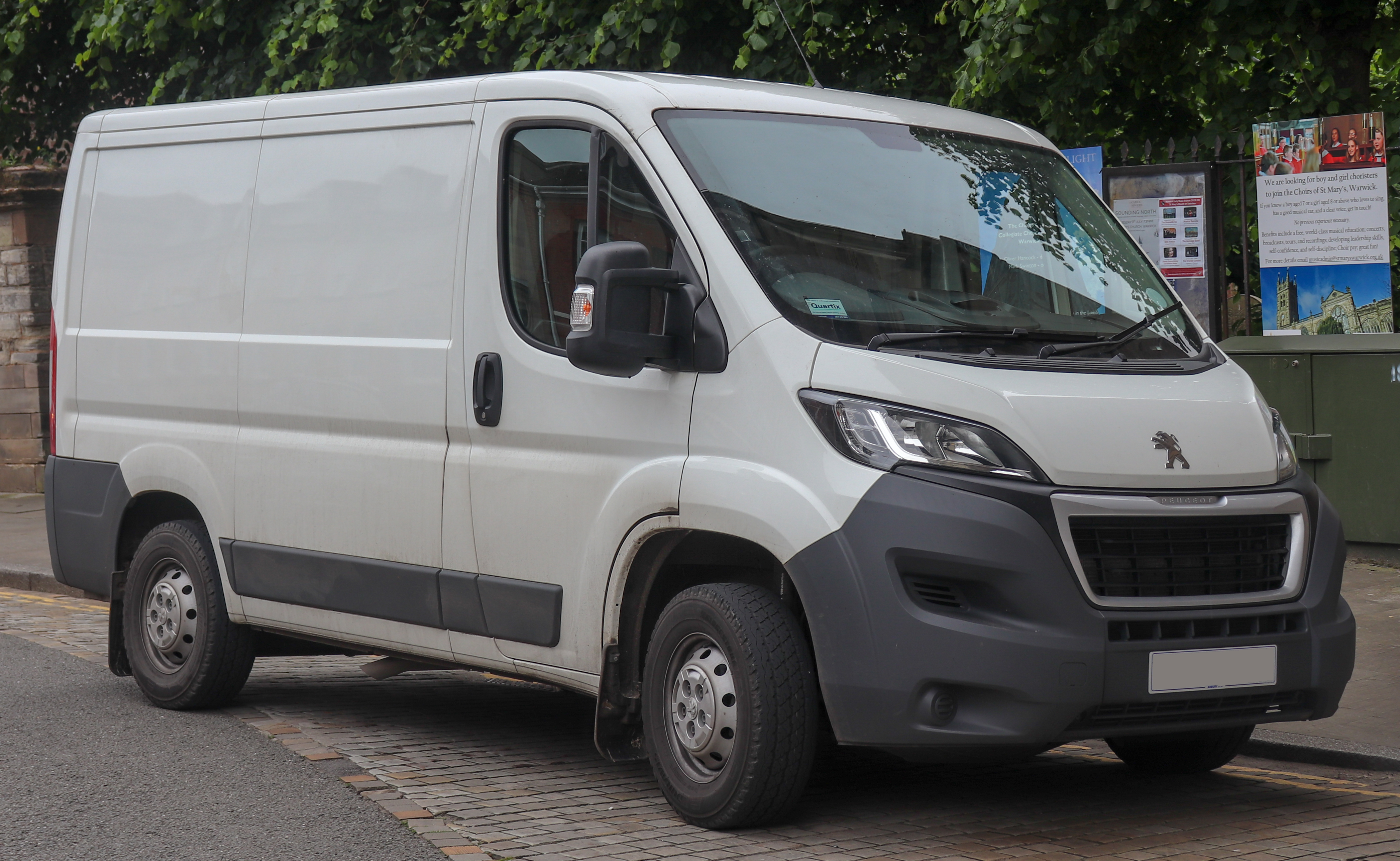
Peugeot Boxer (Rediseño de 2014)
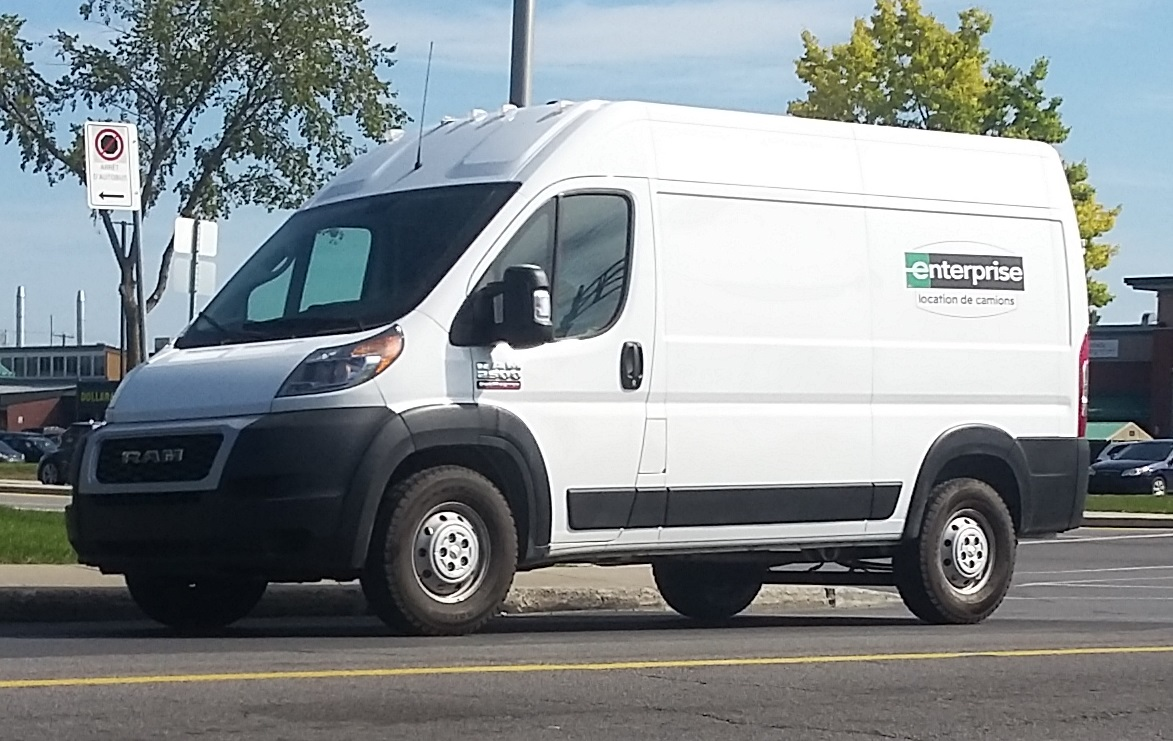
Ram ProMaster (Rediseño de 2014)
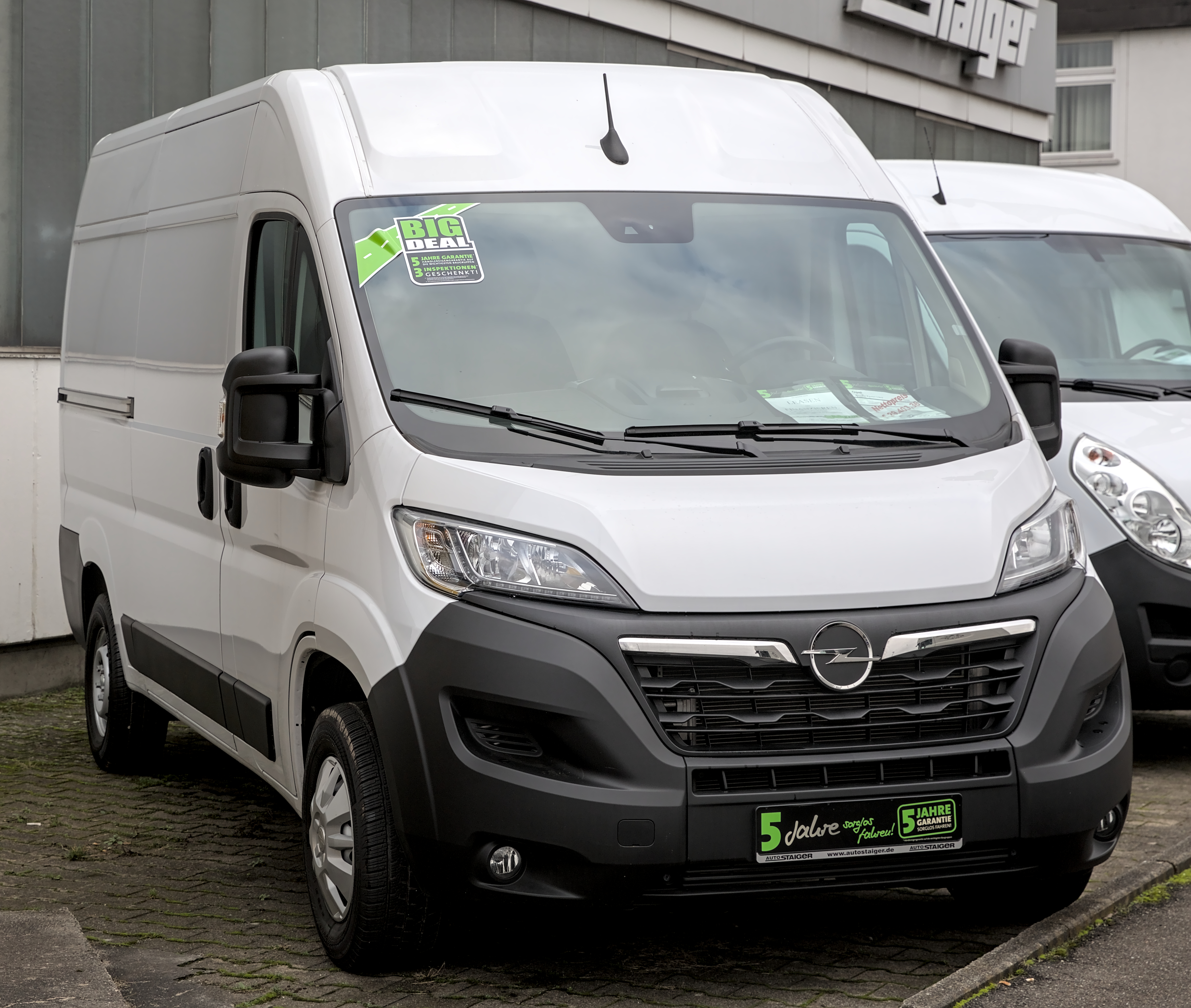
Opel Movano
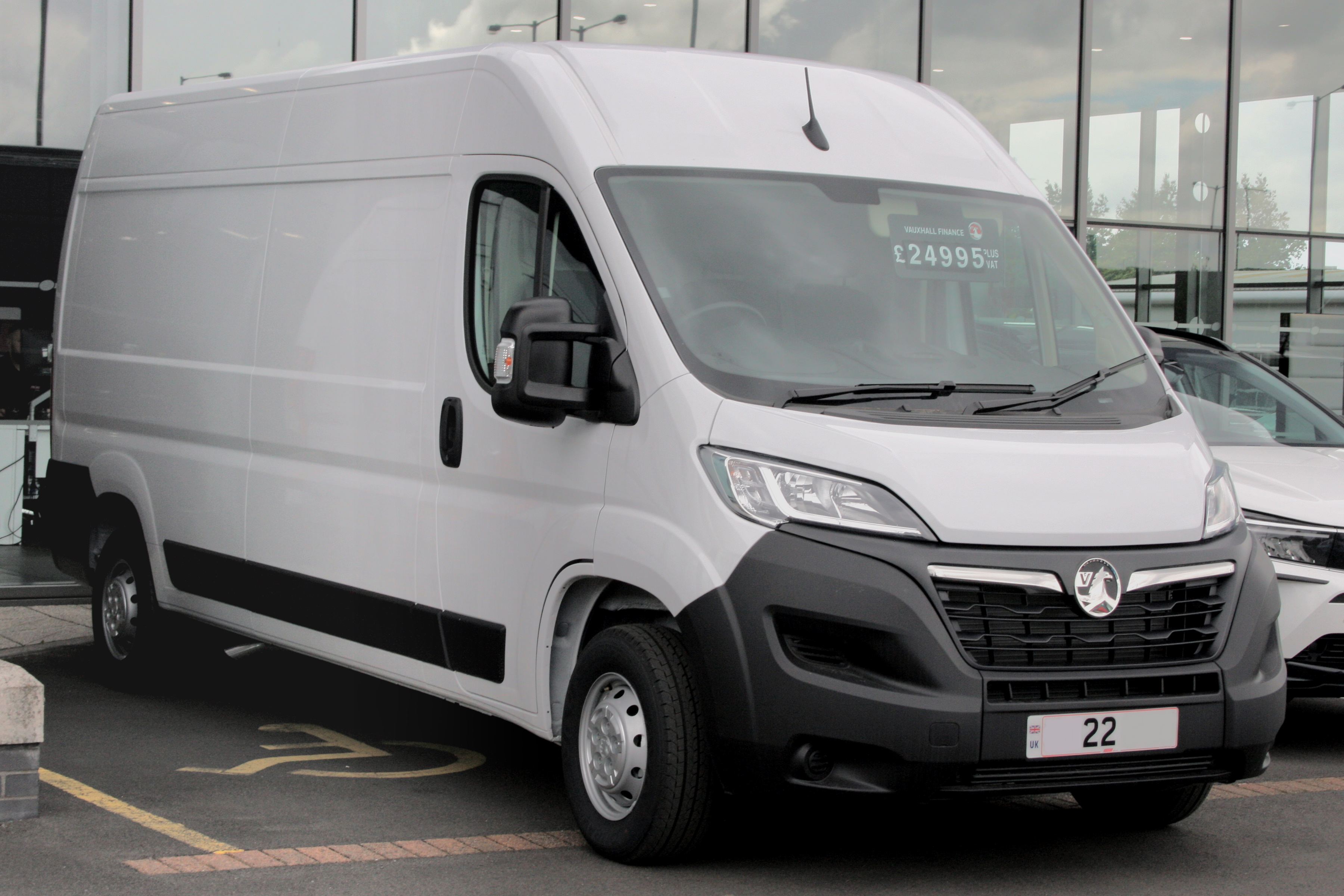
Vauxhall Movano
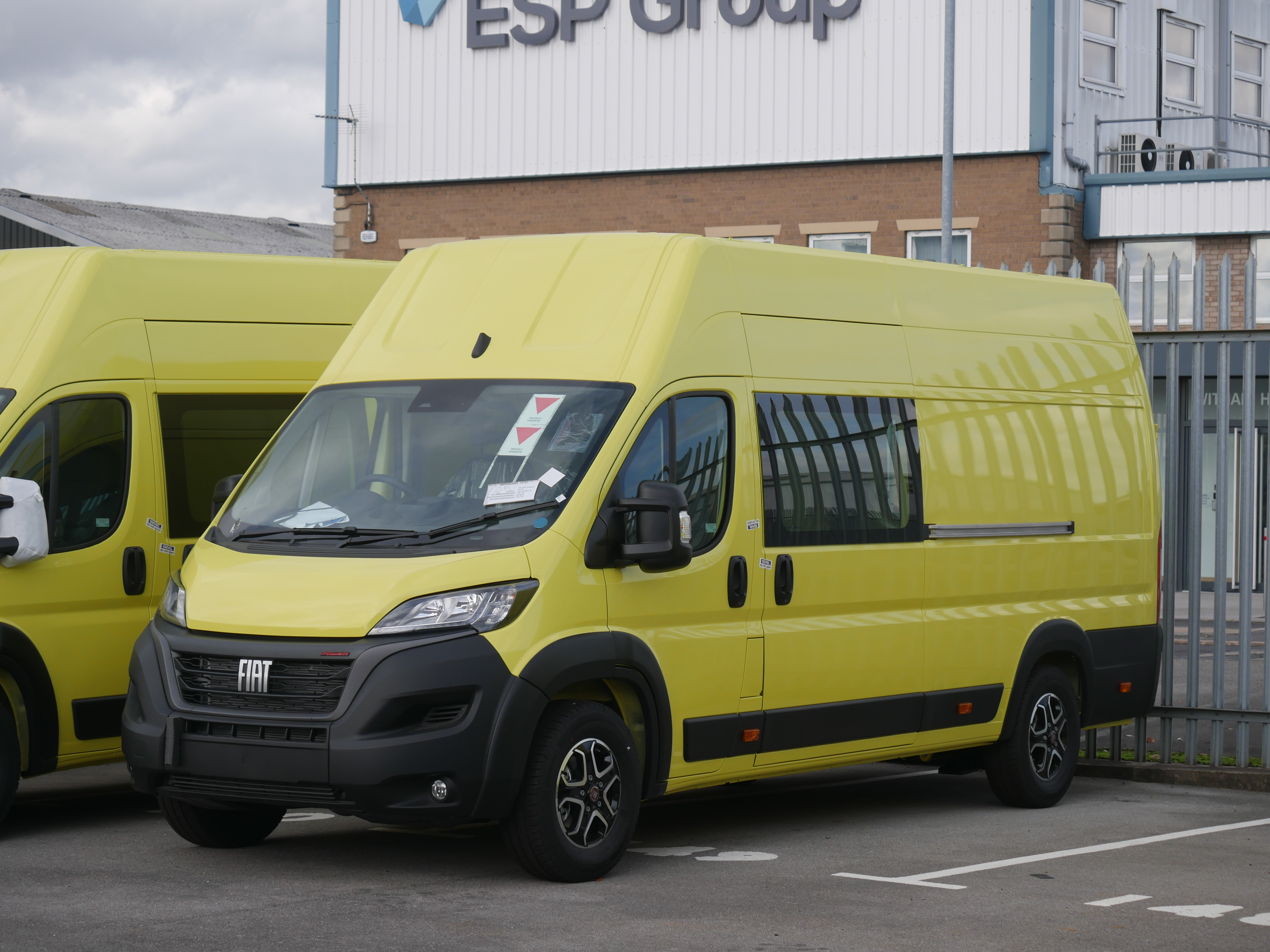
Fiat Ducato de 2021, con nuevo logo
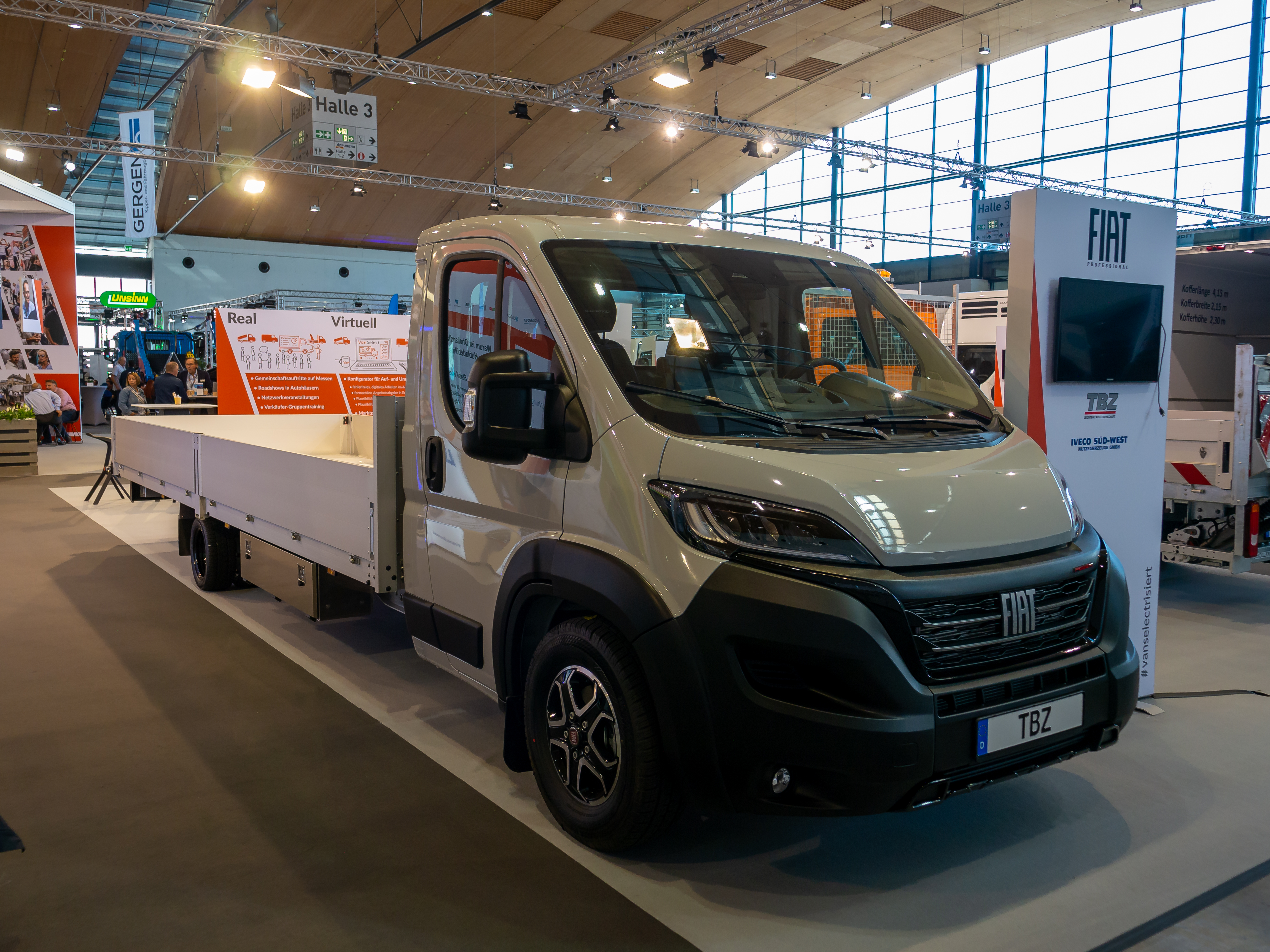
Fiat Ducato Flatbed
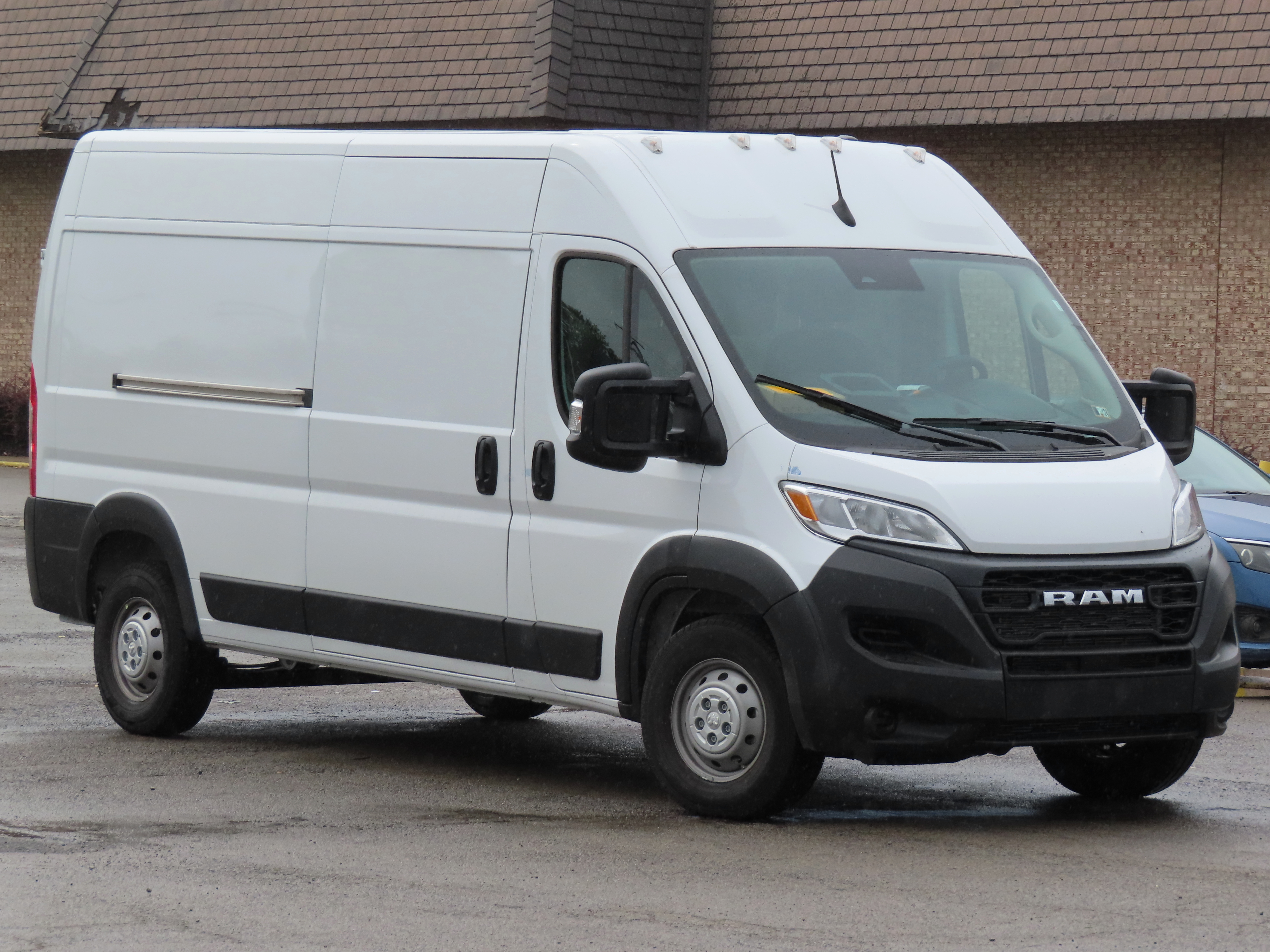
Ram ProMaster (2023 facelift)

### Segundo rediseño (2024)
El 23 de octubre de 2023 se reveló un segundo lavado de cara, que introdujo actualizaciones tecnológicas. El motor para todas las versiones es el 2.2 B22 Multijet.

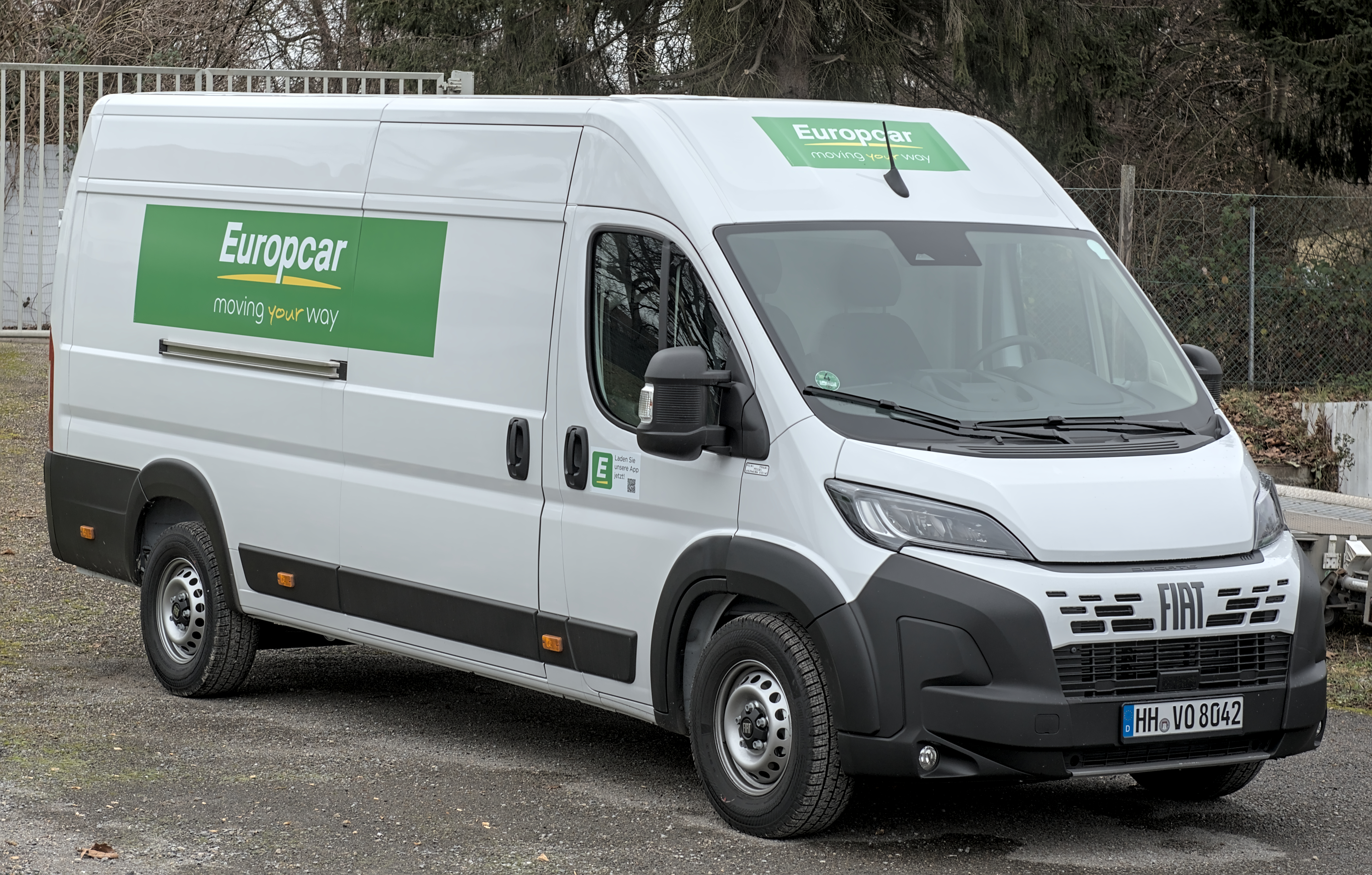
Fiat Ducato (Rediseño de 2024)
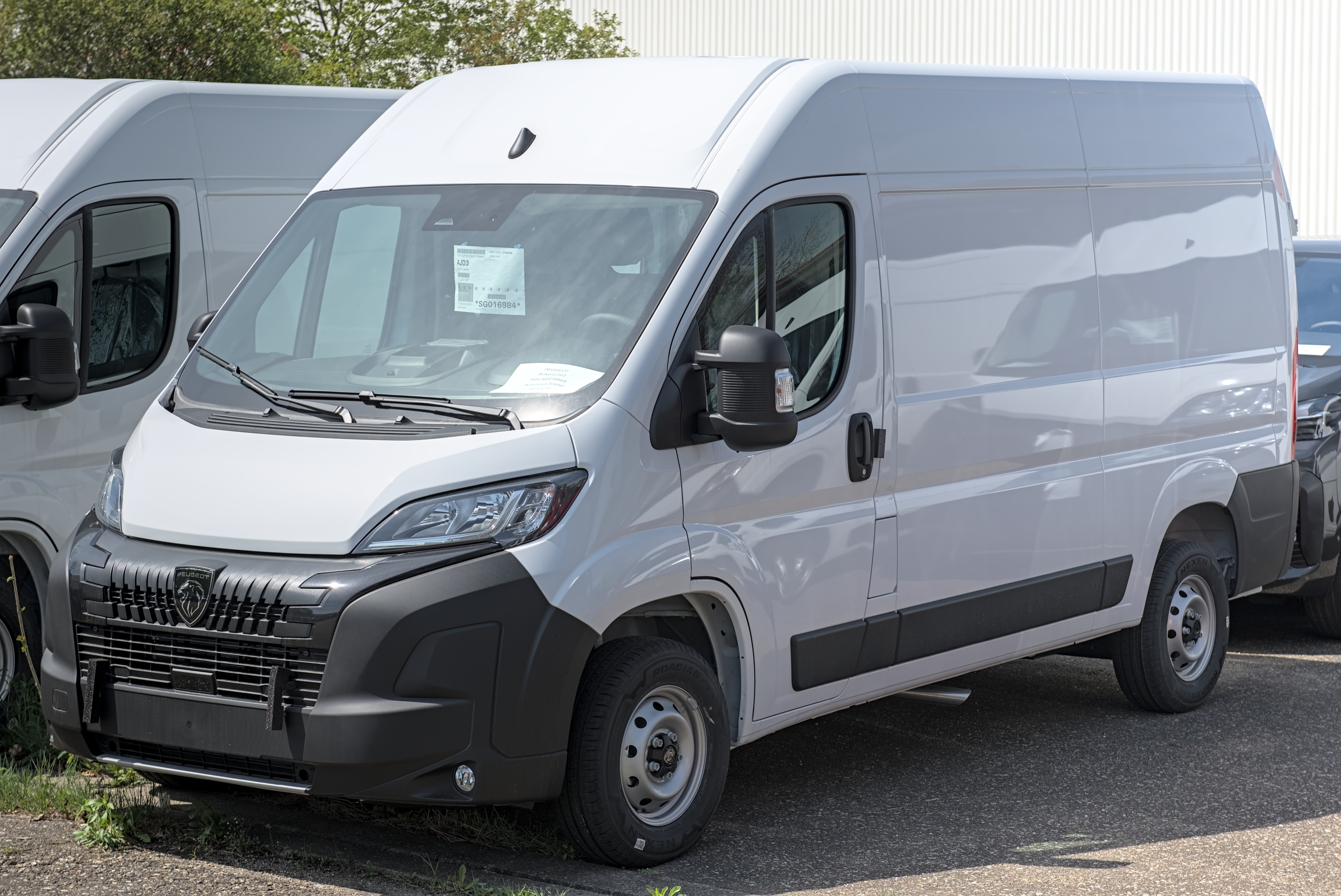
Peugeot Boxer (Rediseño de 2024)
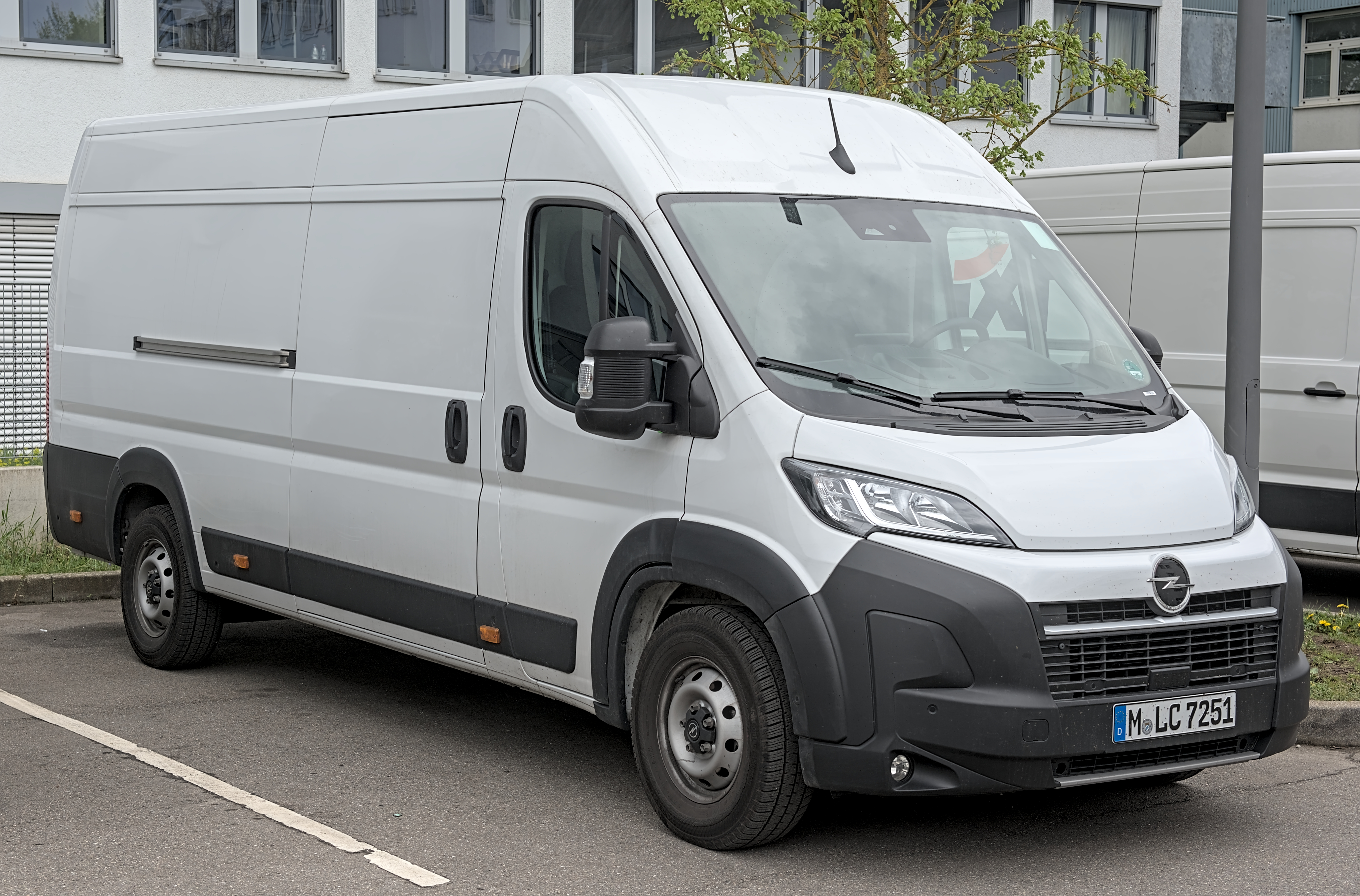
Opel Movano C (Rediseño de 2024)
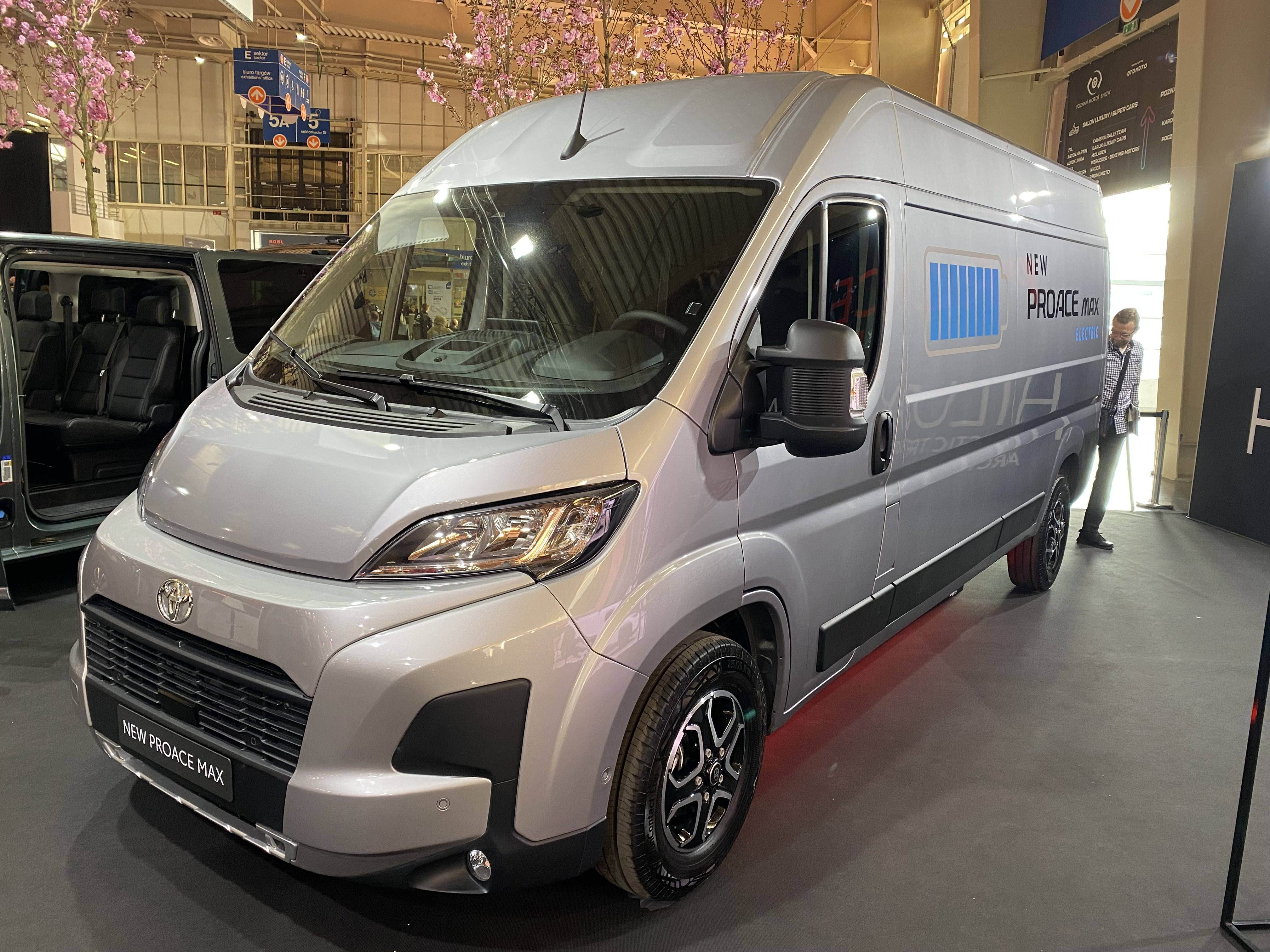
Toyota Proace Max

### Sales and production figures
| Year | Worldwide production | Worldwide production | Worldwide production | Worldwide sales | Worldwide sales                                                                              | Worldwide sales | Notes |
| Year | Relay                | Ducato               | Boxer                | Relay           | Ducato                                                                                       | Boxer           | Notes |
| ---- | -------------------- | -------------------- | -------------------- | --------------- | -------------------------------------------------------------------------------------------- | --------------- | ----- |
| 2009 | 25,600               | 31,900               |                      |                 |                                                                                              |                 |       |
| 2010 | 50,300               | 48,800               |                      |                 |                                                                                              |                 |       |
| 2011 | 47,238               | 58,601               | 46,094               | 57,662          | Total Jumper production reached 683,112 units. Total Boxer production reached 782,012 units. |                 |       |
| 2012 | 43,400               | 54,200               | 43,100               | 53,900          |                                                                                              |                 |       |

#### Ventas de la Ram ProMaster
| Año  | US     | Canada |
| ---- | ------ | ------ |
| 2014 | 18,039 |        |
| 2015 | 28,345 |        |
| 2016 | 40,440 | 2,623  |
| 2017 | 40,483 | 4,320  |
| 2018 | 46,600 | 4,165  |
| 2019 | 56,409 | 4,483  |
| 2020 | 50,556 | 3,518  |
| 2021 | 63,361 | 3,008  |
| 2022 | 60,936 | 5,137  |